# العصر الحديث
العصر الحديث يصف الفترة الزمنية التاريخية بعد حقبة ما بعد الكلاسيكية. يمكن تقسيم العصر الحديث إلى الحقبة الحديثة المبكرة والحقبة الحديثة المتأخرة بعد الثورة الفرنسية والثورة الصناعية. التاريخ المعاصر يصف فترة الأحداث التاريخية التي لها صلة مباشرة بالوقت الحاضر. بدأ العصر الحديث تقريباً في القرن السادس عشر الميلادي،  وساهمت أحداث كثيرة وكبيرة في تغيير أوروبا خلال الفترة الزمنية الممتدة من مطلع القرن الخامس عشر الميلادي إلى القرن السادس عشر الميلادي، بدءاً من سقوط القسطنطينية عام 1453م، وسقوط أسبانيا المسلمين (الأندلس) واكتشاف الأمريكتين عام 1492م، وحركة الإصلاح البروتستانتي لمارتن لوثر (Martin Luther's Protestant Reformation) عام 1517م.تؤرخ الفترة الحديثة في إنجلترا إلى بداية فترة تيودور (Tudor period) مع انتصار هنري السابع (Henry VII) على ريتشارد الثالث (Richard III) في معركة بوسوورث (Bosworth) عام 1485م. .
يُنظر عادةً إلى بدايات التاريخ الأوروبي الحديث بأنَّه الفترة الممتدة من مطلع القرن الرابع عشر الميلادي إلى القرن الخامس عشر الميلادي، ويمر بعصر التنوير (عصر المنطق) في القرنين السابع عشر الميلادي والثامن عشر الميلادي أيضاً حتى بداية الثورة الصناعية في أواخر القرن الثامن عشر الميلادي.

## دراسة التاريخ الحديث
بعض الأحداث - رغم ولادتها خارج هذا السياق إلا أنها ليست جديدة تماما - وتُظهر طريقة جديدة لإدراك العالم. يفسّر مفهوم الحداثة المعنى العام لهذه الأحداث ويطلب تفسيرات للتطورات الضّخمة.

### مصدر النص
المقالات الأساسية: «طريقة تاريخية» و «مصدر النص»:
الصّعوبة الأساسية في دراسة التاريخ الحديث تكمن في حقيقة أنّ عملية التوثيق لكثير منه لم تتم إلا مؤخرا، لذا فإنه من المهم النظر في دقّة وصحة المعلومات المستقاة من هذه السجلات.
للمزيد من المعلومات: «التّاريخ» و «فلسفة التاريخ».

### المصطلحات واستخدامها

#### ما قبل الحداثة
في حقبة ما قبل الحداثة، كان إدراك الكثير من الناس تجاه النفس والغاية يفسّر عن طريق الإيمان بالآلهة، سواء أكان إله واحدا أو عدّة آلهة. لم يكن لدى ثقافات ما قبل الحداثة على الرغم من ذلك، فكرة تكوين حس الفرد المتميز. ومع ذلك فإن رجال الدين والذين غالبًا ما كانو يشغلون مواقع السلطة كانوا الوسطاء الروحيين للشخص العادي. وكان الاتصال بين العامة والإله يتحقق فقط عن طريق هؤلاء الوسطاء. كان التقليد مقدسًا في الثقافات القديمة وغير قابل للتغير وكان الترتيب الاجتماعي للحفلات والأخلاق مفروضًا بدقّة.
انظر أيضا: «التاريخ القديم» و «تاريخ العصور الوسطى».

#### الحداثة
بالمقارنة بحقبة ما قبل الحداثة، اتخذت الحضارة الغربية انتقالاً تدريجياً من ما قبل الحداثة إلى الحداثة من خلال تطوير الطرق العلمية والتي جعلت الكثير يؤمن بأن استخدام العلم يقود إلى المعرفة، وبالتالي أزيل بعض غمام ما قبل الحداثة. معلومات جديدة اكتشفت حول العالم من خلال الملاحظات التجريبية ، مقابل سبب استخدام التاريخ والمعرفة بالفطرة.
صِيغَ مصطلح «حداثة» قبيل عام 1585م ليصف بداية الحقبة الجديدة. تعتبر الصحوة الأوروبية (1420م- 1630م) مرحلة انتقالية مهمة بدأت ما بين العصور الوسطى وبدايات العصر الحديث، والتي انطلقت في إيطاليا.
أُدخل مصطلح «بداية العصر الحديث» في اللغة الإنجليزية في ثلاثينات القرن العشرين الميلادي  للتمييز بين ما يسمى بالعصور الوسطى وأواخر العصر التنويري (1800م) (حينما كان معنى العصر الحديث يتطور لشكله المعاصر). من المهم ملاحظة أن هذه المصطلحات متجذرة في التاريخ الأوروبي. الأطراف الأخرى من العالم مثل آسيا والدول الإسلامية استعملت المصطلحات بطرق مختلفة جداً، ولكن غالباً في نفس السياق المستخدم في الثقافة الأوروبية في عصر الاكتشافات.

#### ما بعد الحداثة والمعاصر
صِيغَ مصطلح «ما بعد الحداثة» عام 1949م، ويوصف بأنه حركة فنية أكثر من أن يكون فترة تاريخية، وعادة ما يكون وصف للفنون، ولكن ليس لأي حدث في التاريخ الحالي. وهذا تبدّل عندما صِيغ مصطلح «ما بعد الحداثة» لوصف التغيرات المهمة في خمسينات وستينيات القرن الماضي في الاقتصاد، والاجتماع، والثقافة، والفلسفة. بعض الأحيان يتم تمييزها عن الفترة الحديثة نفسها. مصطلحا «الحداثة» و«الحداثيين» يشيران إلى طريق جديد في التفكير، لتمييزهما عن تفكير العصور الوسطى «المعاصرة»، استعملت للأحداث الحالية لأنها تعني «خاصة لنفس الفترة» و«الحالية».

## العصر الحديث

### التطورات الهامة
فترة الحداثة كانت فترة التطورات الهامة في حقول العلم والسياسة والحرب والتقنية، وأيضًا كانت عصر الاكتشاف والعولمة. بدأت القوى الأوروبية خلال هذا الوقت ولاحقًا مستعمراتها استعمار بقية العالم سياسيًا واقتصاديًا وثقافيًا. لم تهيمن الفنون الحديثة والسياسة والعلوم والثقافة في أواخر القرنين القرن التاسع عشر الميلادي والعشرين الميلادي على أوروبا الغربية وشمال أمريكا فحسب، بل امتدت تقريبًا إلى كل منطقة متحضرة على المعمورة، بالإضافة للحركات الفكرية المناهضة للغرب والعولمة. العصر الحديث مرتبط بشكل قريب بتطور الفردية  والرأسمالية [ والمدنية  والاعتقاد بإمكانية التقدم التقني والسياسي.
الحروب الوحشية والمشاكل الأخرى في هذا العصر كثير منها جاءت بفعل التأثيرات للتغيرات المتسارعة، اتصالًا بفقدان قوة التقاليد الدينية والمعايير الأخلاقية، مما أدى إلى الكثير من ردّات الفعل ضد التطور الحديث. التفاؤل والاعتقاد بالتقدم الثابت في الآونة الأخيرة كان محط انتقاد من قِبل المحبطين من الحداثة بينما هيمنة أوروبا الغربية والدول الناطقة باللغة الإنجليزية على باقي القارات كانت محط انتقاد من قِبل مناهضي نظرية الاستعمار.

### العصر الحديث ما بعد العصور الوسطى
أحد استخدامات هذا المصطلح هو لوصف الحالة في تاريخ الغرب منذ منتصف القرن الخامس عشر الميلادي أو بشكل أعم حركة الغرب التطورية ذات النوع المتحرك  وحركة تطوير الصحافة. وفي هذا السياق يقال إن مجتمع «العصر الحديث» تم تطويره على فترات عديدة، وتأثر بأحداث هامة تتمثل في فواصل في الخط العام المستمر.

#### أوائل العصر الحديث
العصر الحديث يشمل العصر المبكر والذي يطلق عليه أحيانا العصر الحديث المبكر والذي استمر من عام 1500م إلى عام 1800م (وأحيانا 1813م). ضمت بداية العصر الحديث أوجه عديدة منها:
- النهضة.
- الإصلاح والإصلاح المضاد.
- عصر الاستكشاف.
- نشوء الرأسمالية.

ويشمل هذا العصر أحداثا مهمة منها:
- اختراع المطبعة.
- الحرب الأهلية الإنجليزية.

هذا المزيج من أحداث العصر أدت إلى تغير في التفكير والفكر في العصر الحديث المبكر، وبالتالي أدت إلى الفصل بين ما هو قديم وما هو حديث  يشمل تصنيف الحداثة المبكرة:
- عصر العقل.
- العصر التنوير.
- العصر الرومانسي.
- العصر الفيكتوري.

حين بزغ عصر الثورات والتي بدأت بتلك الثورات في أمريكا وفرنسا، التغيرات السياسة دفعت إلى الأمام في بلدان أخرى جزئيا كنتيجة لاضطرابات من حروب نابليون وأثرها على الفكر والتفكير، من مفاهيم الفكرة القومية إلى الجيوش المنظمة. انتهى العصر المبكر في زمن التغير السياسي والاقتصادي نتيجة التقنية في المجتمع، والثورة الأميركية والثورة الفرنسية الأولى، وعوامل أخرى شملت إعادة رسم خريطة أوروبا من المعاهدة الختامية لمؤتمر فيينا  معاهدة السلام الثانية بباريس والتي أنهت حروب نابليون.

#### فترة أواخر العصر الحديث
كان للثورة الصناعية وبداية الثورات السياسية أثرًا في بروز وجهات النظر العالمية حول الحداثة. فالتصنيع في معظم دول العالم بدأ بعد بداية التصنيع في بريطانيا. ضمت أواخر فترة الحداثة أوجه عديدة مثل:
- زيادة دور العلم والتكنولوجيا.
- محو الأمية الشامل وانتشار وسائل الإعلام.
- انتشار الحركات الاجتماعية.
- تأسيس مؤسسات تمثل الديمقراطية.
- الفردية.
- التصنيع.
- التمدن.

وكانت هناك أحداثًا أخرى أيضا صاحبت التنمية في أواخر العصر الحديث مثل:
- ثورات 1848م (ربيع الأمم) في غرب ووسط أوروبا.
- الثورة الروسية التي تمخض منها الاتحاد السوفييتي.
- الحرب العالمية الأولى والحرب العالمية الثانية.

بدأ العصر الحالي – العصر الحديث – بعد انتهاء تلك الثورات في القرن التاسع عشر الميلادي،  بما فيها عصر الحروب العالمية (تشمل الحرب العالمية الأولى والثانية) وظهور الدول الاشتراكية التي أدت إلى الحرب الباردة. أدت الفترة المعاصرة بعد فترة وجيزة إلى انفجار هائل في مجال البحث العلمي وزيادة العلوم التي عرفت بعصر المعلومات في نهاية القرن العشرين الميلادي وبداية القرن الواحد والعشرين الميلادي، فنحن اليوم نعيش في عصر الحداثة الرقمية.

## أوائل العصر الحديث

خريطة لفالديسمور مؤرخة عام 1507م ، يصور الأمريكتين وأفريقيا وأوروبا وآسيا والمحيط الهادئ الفاصل بين آسيا والأمريكتين

ينسب المؤرخون مصطلح بداية العصر الحديث إلى الفترة ما بين عام 1500م تقريبًا إلى 1800م، وتعرف بالفترة التي تلت أواخر العصور الوسطى.ويشار لها ببداية المستعمرات الأوروبية، وصعود حكومات قوية رئيسة وبداية ظهور الدول القومية والتي تمثل دول اليوم. ففي الإمبراطورية العثمانية أخذ الإسلام بالانتشار في شمال وشرق أفريقيا، وبدأ ظهور عدة دول في غرب أفريقيا. وكانت الإمبراطورية الهندية وحضارات جنوب شرقي آسيا مركز اتصال حيوي لتجارة البهارات. ظهرت إمبراطورية المغول العظمى في شبه القارة الهندية. وسيطرت الإمبراطوريات الأرخبيلية وسلطنة مَلَقَا أو ما يسمى حاليا بسلطنة جوهر على المناطق الجنوبية. وفيما يتعلق بقارة آسيا فقد سيطرت عليها عدة سلالات صينية وقادة يابانيون تعرف ب (الشوغونshogunates) على المجال الآسيوي. كانت فترة الإيدو في اليابان من 1600 إلى 1868 ميلادية أو ما يشار إليها أحيانًا ببداية العصر الحديث. وهي في كوريا من بداية حكم جوسيون (Joseon) إلى تتويج الملك قوجونغ. (Gojong)أما في أمريكا بنا الأمريكيون الأصليون عدة حضارات كبرى، ضمت إمبراطورية الأزتك وتحالف حضارة الإنكا وإمبراطورية المايا واتحاد التشيبشا (Chibcha). كانت الممالك الأوربية في الغرب تتجه نحو الإصلاح والتوسع. ووصلت روسيا إلى المحيط الهادي في 1647م ووحدت سيطرتها على أقصى غربي روسيا في القرن التاسع عشر الميلادي. عندما لاحظت الاتجاهات الدينية انتشار الإسلام في العالم الإسلامي، فرأى المسيحيون نهاية الحروب الصليبية ونهاية الوحدة الدينية تحت حكم الكنيسة الكاثوليكية في روما (الفاتيكان)، وخلال هذه الفترة ظهرت طائفتا المسيحية التحقيقية (محاكم التفتيش) (الإنكوزيشنز – Inquisitions) و (المسيحية المحتجة) (البروتستانتProtestant).

استعمار العالم لعام 1492م (العالم الحديث المبكر)، 1550م، 1660م (عصر التنوير)، 1754م (عصر الثورة)، 1822م (الثورة الصناعية)، 1885م (الهيمنة الأوروبية)، 1914م (الحرب العالمية الأولى العصر)، 1938م (الحرب العالمية II العصر)، 1959م (عصر الحرب الباردة)، 1974م (التاريخ الحديث)، و 2008م (الحقبة المعاصرة

خلال بداية الفترة الحديثة باشرت الدول الأوربية مرحلة الاستكشاف والتجارة؛ فازدادت قوتها بسبب اتساع الاستعمار وأخذت تستولي على جميع أنحاء العالم. وبعد اكتشاف الأمريكيتين ورؤية الكم الهائل من الموارد فيها بنت عدة دول أوربية مستعمرات لها في أمريكا الشمالية وأمريكا اللاتينية. مع دنو نهاية المرحلة الأولى كان الأوربيون مسيطرون بواسطة الرأسمالية التجارية على الاقتصاد الجديد. وكان الاستبداد سمة هذه الدول في تلك الفترة، حيث سيطرت القوة الفرنسية والثورات الإنجليزية على الوسط السياسي. ثم حصل في نهاية المطاف تطور كبير في التوازن الدولي للقوة. عادة ما ترتبط بداية العصر الحديث مع الثورة الصناعية، التي بدأت في بريطانيا عام (1750م- 1789م) وهو تاريخ آخر هام فهو يمثل بداية الثورة الفرنسية التي حولت بشكل جذري سياسات الدول الأوربية وبشرت بعصر الملك إدوارد وأوروبا الحديثة.

### الأسس الشرقية
المقالات الرئيسة: سلالة كينج، والإمبراطورية المغولية، وإمبراطورية مرثا، وتوجوجاوا شوجنيت
في الصين يزداد التحضر كلما زاد عدد السكان كما أن قطاع الأعمال يصبح أكثر تعقيدًا؛ مراكز التحضر الكبيرة مثل ناجنج وبكين ساهمت إلى حد كبير في النمو الصناعي، وعلى الأخص تلك الصناعات الصغيرة المتخصصة في الورق والحرير والمنسوجات القطنية وكذلك الخزفيات.أن أجزاء كبيرة من تلك المشاريع نشأت في مراكز حضارية صغيرة ومع ذلك انتشرت في كل أنحاء البلاد. مع أن متاجر البلدات الصغيرة تتاجر بالغالب في الأغذية مع اللوازم الحياتية الأخرى كالنفط والدبابيس، على الرغم من التخوف الذي يبديه الأجانب من الشعبية المتزايدة للمحافظين الجدد من الكونفوشية، إلا أن الصين لم تكن أبدًا بمعزل في عهد أسرة منج. فقد نمت التجارة والاتصالات مع العالم الخارجي وخاصة اليابان، واستكشف التجار الصينيين المحيط الهادي بأكمله وبلغت رحلات تشنج هي ((Zheng he شرق أفريقيا. تأسست أسرة تشنج (Qing) (1644م-1911م) بعد هزيمة منج (Ming) الذي كان آخر من في أسرة هان (Han) الصينية من قبل المانشو (Manchus) كان يعرف المانشو سابقًا بـ الجورشن (Chongzhen).عندما سقطت بكين بيد الفلاحين عام 1644م، قام أخر أباطرة أسرة الجورشن بالانتحار، فتحالفت المانشو مع أسرة منج وسيطروا على بكين التي أصبحت في وقتها العاصمة الجديد لأسرة تشنج. قام المانشو باعتماد التعاليم الكونفوشيوسية كأسلوب للحكم في الصين. وتمت إعادة تأسيس الحكومة المركزية من قبل اودو نوبوناجا (Oda Nobunaga) وتويوتومي هيدوشيToyotomi Hideyoshi)) في اليابان بعد فترة تسمى بـ «الدول المتحاربة» وتحديدًا أثناء فترة Azuchi-Momoyama بعد معركة سيكاجارا . تمت الإطاحة بالسلطة المركزية بواسطة لياسو توكوجاوا في عام 1600م (Tokugawa Ieyasu)وحصل آنذاك على لقب شوجن في عام 1603م. يشترط لتكون شوجن أن تكون منتسبًا لعشائر ميناموتو العريقة (Minamoto).كان المجتمع الياباني في «فترة توكوجاوا» مغايرًا لفترة الشوجن التي سبقتها والتي كان النظام فيها مبنيا على نظام الطبقات الذي انشأ من قبل هيدوشي تيوتومي. الثيدييمو (Thedaimyo) أو الأمراء وهم على رأس الهرم الطبقي تليها طبقة محاربي الساموراي والمزارعين والتجار والحرفيين في الأسفل، وفي بعض المناطق من الدولة وخصوصا الأجزاء الصغيرة يصعب التمييز بين الساموراي وبين الديمو، حيث يعامل أحيانًا الديمو معاملة الساموراي، كما يعامل الساموراي معاملة الأمراء. إن هذا النظام زاد من مستوى العدائية واستخدام القوة مع مرور الوقت. ووضعت الضرائب على الفلاحين بمبالغ ثابتة دون مراعاة نسبة التضخم؛ ونتيجة لذلك كانت عائدات الضرائب التي يجمعها ملاك الأراضي من الساموراي ذات أثمان بخسة وتقل أثمانها أكثر مع مرور الوقت، وهذا أدى إلى مواجهات عديدة بين الساموراي والنبلاء، وكان هناك كذلك صحوة الفلاحين واضطرابات تراوحت بين البسيطة إلى مستوى ثورات أكبر من ذلك بكثير، ولكن هذا أثبت جدواه في مواجهة النظام القائم حتى وصول القوى الأجنبية. حكم المغول في شبه القارة الهندية الذين شكلوا إمبراطورية في معظم أجزاء الهند في وقت مبكر من القرن الثامن عشر الميلادي. وانتهت الفترة الكلاسيكية مع وفاة الإمبراطور ارنجزيب (Aurangzeb) في عام 1707م وقد هزم من قبل إمبراطورية المرثا الهندوسية، على الرغم من أن أسرته كانت على سدة الحكم لمدة 150عامًا. تميزت الإمبراطورية في هذه الأثناء بمركزية الإدارة حيث ربطت مختلف المناطق بشكل محكم، وكانت معالم المغول وإرثهم واضحًا، كذلك تميزت هذه الفترة باتساع رقعة النفوذ الفارسي على المستوى الثقافي في شبه القارة الهندية فنيًا وأدبيًا ومعماريًا. كانت تقع إمبراطورية المرثا في جنوب غرب الهند بالنسبة للوقت الراهن وتوسعت أكثر في ظل حكم بيشواز (Peshwas)رئيس وزراء إمبراطورية المرثا. خسر الجيش معركة مرثا الثالثة في بانيبات (Panipat)في عام 1761م، التي وضعت حدًا للتوسع وقسمت الإمبراطورية بشكل كونفدرالي.

### تحولات الغرب

#### مملكة الروس
المقال الرئيس: مملكة الروس:
شهدت روسيا نمو إقليميًا إبان القرن السابع عشر الميلادي، وقد كان يسمى عصر الكوساكس (فئة سلوفاكية مسلحة من جنوب روسيا «أوكرانيا») وقد كانوا محاربين مدربين في مجتمعات عسكرية، فكانوا بمثابة قراصنة ورواد العالم الجديد. اجتمع فلاحو أوكرانيا في عام 1648م مع الزابوروشيان (وهم أيضا من جماعة الكوساك) لكنهم يعيشون وراء نهر الدنييبر ليوحدوا جبهتهم للقتال مع ليثوانيا البولندية مع انتفاضة الكيميلنيتسكي (كوساك أوكرانيين) بسبب الضغط الاجتماعي والديني الذي عانوا منه تحت حكم بولندا . عرض القائد الأوكراني بوهدان كليميلنيفسكي في عام 1654م وضع أوكرانيا تحت حماية القيصر الروسي اليكسي الأول.وقد نتج عن موافقة اليكسي لهذا العرض حرب روسية بولندية أخرى ما بين (1654م-1667م) وفي النهاية قُسمت أوكرانيا على امتداد نهر الدنييبر فكان القسم الغربي من النهر تحت الحكم البولندي والضفة الغربية (قسم أوكرانيا يسار النهر وكييف) تحت الهيمنة الروسية. بدأ ستينكا رازين الكوساك بعد ذلك في عام 1670م-1671م (من مقاطعة دون) انتفاضة كبيرة في إقليم الفولقا، لكن قوات القيصر نجحت في إخماد الثورة. كذلك كان هناك في الشرق تقدم روسي سريع في الاستكشاف العلمي واستعمار أقاليم واسعة من سيبيريا قادها الكوساك الذين كانوا يبحثون عن الفرو والعاج، فتقدم المستكشفين الروس نحو شرق نهر سيبيريا وفي أواسط القرن السابع عشر الميلادي كان هناك استقرار روسي في شرق سيبيريا، في جزيرة تشوكشي على طول نهر امور، وشاطئ المحيط الهادئ. تم اقتحام مضيق البيرينغ بين آسيا وأمريكا الشمالية في عام 1648م للمرة الأولى على يد فيودور بابوف وسيميون ديزنيوف.

#### المنطق والتنوير
إن التحول الفكري الأوروبي إبان عصر النهضة أضاء العصور الوسطى والحقبة الحديثة. عصر العقلانية في العالم الغربي هو المحرك الرئيس لعجلة الفلسفة الحديثة  والسبب في هجر نهج القرون الوسطى وترك التشبث بالأساليب التقليدية أن فلسفة القرن السابع عشر الميلادي المبكرة غالبًا ما كانت تسمى بعصر العقلانية، وقد سبقت فلسفة عصر النهضة وقدمت لعصر التنوير، ولكن البعض يعتبر هذه الفلسفة جزء سابق لحقبة التنوير، مما يوسع تلك الحقبة لقرنين إضافيين. ظهرت بواكير العلمانية في أوروبا في القرن الثامن عشر الميلادي، وقد وصلت لطبقة النبلاء مع صحوة الثورة الفرنسية.إن عصر التنوير هو مصطلح لوصف الفلسفة الغربية والحياة الفكرية خلال القرن الثامن عشر الميلادي، وفيه تمت الدعوة لتنصيب العقل كمرجع رئيس وشرعي للسلطة. تمت محاكاة ومجاراة هذا التطور بشكل أقل أو أكثر في أجزاء كثيرة من أوروبا وأمريكا. وانتشرت نهضة النزعة الفكرية عبر أوروبا مع تطورها خلال حقبة التنوير.التدريب الرئيس للإنسانيين كان على مهارة التحدث والكتابة (كتابة الرسائل). إن مصطلح اومانيستاكوم من الجزء الأخير من القرن الخامس عشر يقصد به أن الناس يركزون على دراسة العلوم الإنسانية، وهو منهج جديد كان ينافس المنطق المدرسي. إن العلوم الإنسانية في عصر النهضة درست النصوص اللاتينية والإغريقية الكلاسيكية، وكانت معادية لقيم المناهج التقليدية في تركيزها على التعليقات المتراكمة. كان الإنسانيون مهتمين بالعلوم والفلسفة والفن والشعر التابع للعصور الأقدم، وبالقياس مع اللاتينية المتراجعة طبقوا مبدأ العودة إلى المصدر عبر مساحات كبيرة للتعلم. إن الصراع بين القدماء والحداثيين كان صراعًا أدبيًا وفنيًا احتدم في بدايات 1690م وصدم الأكاديمية الفرنسية؛ فقد عارض الجهتين: القدماء الذين تقيدوا باختيار المواضيع التي خطتها الأدبيات القديمة، والحداثيين الذين شجعوا فضائل كتاب عصر لويس الرابع عشر؛ أما فونتيل فقد استطرد في كتابه1688م حيث اتخذ الصف الحداثي ودافع عنه، محتجًا بأن المنهج الحداثي يسمح للإنسان المعاصر أن يتجاوز القدماء بالمعرفة.

#### الثورة العلمية
يطلق مصطلح الثورة العلمية على فترة التحول الجذري في دراسة الفيزياء والفلك والأحياء وعلم التشريح والعلوم القديمة الأخرى التي استوحى العلماء قوانينها من العلوم اليونانية القديمة. شهدت هذه المرحلة تحولًا ملحوظًا في طريقة دراسة هذه العلوم والذي أدى إلى إنشاء مراكز بحثية تعنى بالبحوث العلمية. بدأ الأفراد بالتساؤل عن كيفية حدوث الأشياء من حولهم، والتي كانت بمثابة الشرارة الأولى لظهور حركة الثورة العلمية، والتي أسست مبادئ العلوم الحديثة وإنشاء العديد من الأقسام العلمية الحديثة. انظر أيضا: تاريخ المغناطيسية الكهربائية والعلوم في عصر التنوير.

#### الحروب الأمريكية والثورة
رسمت سلسلة الصراعات الفرنسية- الهولندية الواقعة في أمريكا الشمالية حال الصراعات بين الأسر الحاكمة في أوروبا. تسمى الحروب الواقعة في كوبييك بحروب المستعمرات. كانت القوى الأسبانية والهولندية في هذه الأثناء في صراع مع بريطانيا العظمى وحلفائها، وحلفاء الأمريكيين الأصليين من جهة، والمستعمرات الفرنسية وحلفاء الهند من جهة أخرى.
وكان الهدف من توسع المستعمرات البريطانية والفرنسية السيطرة على الأقاليم الشرقية أو الداخلية. على الرغم من أن أوقات الصراعات لا تتزامن بالضرورة مع الحروب، إلا أنها كانت تحدث في المستعمرات عندما تقرر الحكومات الأوربية الحرب.
في خضم الثورات، شهدت الثورة الأمريكية والتغيرات السياسية في النصف الأخير من القرن الثامن عشر الميلادي سقوط الاحتلال البريطاني على يد المستعمرات الثلاثة عشر ورفض الحكم البريطاني الملكي من قبل الولايات المتحدة. بدأت المستعمرات أولًا برفض سيطرة البرلمان وقامت بالحكم الذاتي للولايات المستقلة. اجتمع أعضاء الكونجرس مرة أخرى في عام (1775م-1783م) ضد القوى البريطانية لتحقيق رغبتها بالحكم الذاتي والتي سميت فيما بعد بالثورة الأمريكية أو الحرب الأمريكية لنيل الاستقلال.

اللجنة الخماسية المسؤولة عن صياغة إعلان الاستقلال عام 1776م.

بدأت الثورة الأمريكية بالقتال في ليكسينغتونLexington وكونكورد Concord.في الرابع من يوليو 1776م تم إصدار إعلان الاستقلال والتي أعلنوا فيها استقلالهم عن بريطانيا العظمى وتشكيلهم الاتحاد التعاوني.في يونيو 1776م عُين بينجامين فرانكلين Benjamin Franklin عضوا في اللجنة الخماسية التي صاغت إعلان الاستقلال وعلى الرغم من كونه مصاب بمرض النقرس وغير قادر على حضور أغلب اجتماعات اللجنة، إلا أنه قام بالعديد من التعديلات الصغيرة على المسودة التي أرسلها له توماس جيفرسون Thomas Jefferson.
هزمت الولايات الثائرة بريطانيا العظمى في حرب الثورة الأمريكية، وهي أول حرب استقلال ناجحة ضد الاستعمار.رفضت الولايات حكم البرلمان من خلال الإعلان بأن الولايات المتحدة الجديدة ترفض مطالبة النظام الملكي بحق بالولاء.
استمرت الحرب لمدة سبع سنوات مع انتصار أمريكي ساحق متبوعا بتخلي بريطانيا الرسمي عن أي مطالبات إلى الولايات المتحدة بموجب معاهدة باريس .اتفاقية فيلادلفيا هي التي أعدت الولايات المتحدة الحالية تصديق دستور الولايات المتحدة . في السنة التالية جعل الولايات جزء من جمهورية مع حكومة مركزية محدودة. تم إقرار لائحة الحقوق التي تضم عشر تعديلات دستورية تضمن الكثير من الحقوق المدنية الأساسية والحريات في عام 1791م.

#### الثورات الفرنسية
تطلع التغيُر السياسي والثورة الاجتماعية والراديكالية لهيكل الحكومة الفرنسية السابق في المراحل المتوسطة والأخيرة من عمر الثورة، وهو ملكية مطلقة مع امتيازات إقطاعية للارستقراطيين ورجال الدين الكاثوليك، وتم تحويل وتغيير هذا النموذج بناء علي مبادئ المواطنة المستنيرة والحقوق الغير قابله للتصرف.
أول ثوره أدت إلى حكومة من قبل الجمعية الوطنية الثانية من قبل الجمعية التشريعية، والثالثة من قبل ما يعرف بالإدارة التنفيذية (French Directory).ورافق التغييرات اضطرابات عنيفة تضمنت محاكمة وإعدام الملك وسفك الدماء والقمع في عهد الإرهاب، وحرب ضمت كل قوى أوروبا العظمى.
الأحداث اللاحقة التي من الممكن أن تعزى إلى الثورة تشمل كل من الحروب النابليونية وترميمين منفصلين للنظام الملكي وثورتين إضافيتين بينما تتخذ فرنسا الحديثة شكلها. فإن فرنسا سوف تُحكم كجمهورية ملكية دستورية وإمبراطورتين مختلفتين في القرن التالي.

#### المجلس الوطني والتشريعي
كان المجلس الوطني الذي وُجد ابتداءً من 17 من يونيو 1789م حتى 9 من يوليو من نفس العام أثناء الثورة الفرنسية (French Revolution)، عبارة عن هيئة انتقالية بين مجلس الطبقات والمجلس الوطني التأسيسي.
المجلس التشريعي كان المرجعية التشريعية لفرنسا ابتداء من 1 من أكتوبر 1791م حتى سبتمبر 1792م. وقد ركز على إدارة الجدال السياسي وصياغة القوانين الثورية بين فترتي المجلس الوطني التأسيسي والميثاق الوطني.

#### مجلس الإدارية والحقبة النابليونية
كان مجلس الإدارة التنفيذية (The Directory) عبارة عن هيئة تتكون من خمسة مدراء أمسكت بزمام السلطة التنفيذية في فرنسا. وكان المجلس خاضعًا للميثاق ومهيمنًا على الحكومة. الفترة التي ساد فيها هذا النظام (من 2 من نوفمبر 1795م حتى 10 من نوفمبر 1799م) عُرفت بالحقبة الإدارية على الأغلب، وقد شكلت المرحلة ما قبل الأخيرة من الثورة الفرنسية.
الحقبة النابليونية (The Napoleonic Era) هي فترة زمنية في تاريخ فرنسا وأوروبا. وتصنف بشكل عام بأنها المرحلة الرابعة من الثورة الفرنسية. بدأت الحقبة النابليونية تقريباً بانقلاب نابليون (Napoleon's coup d'éta)، الذي أطاح بمجلس الإدارة وانتهت بما يعرف بفترة المئة يوم (the Hundred Days) وهزيمته في (Waterloo)واتر لوو (9 من نوفمبر 1799م - 28 من يونيو 1815م). ثم مؤتمر فينا (The congress of Vienna) بعد مدة قصيرة رتب لإعادة أوروبا لأيام ما قبل الثورة الفرنسية.

#### توحيد إيطاليا
توحيد إيطاليا هي حركة سياسية واجتماعية عملت على إلحاق دويلات شبه الجزيرة الإيطالية (Italian peninsula) المختلفة تحت مظلة دولة إيطالية واحدة في القرن التاسع عشر الميلادي. يغيب الإجماع على تواريخ دقيقة لبداية هذه الحقبة ونهايتها، ولكن كثيراً من العلماء يتفقون على أن بداية الحركة كانت مع نهاية حكم نابليون وانعقاد مؤتمر فينا في 1815م، ونهايتها كانت تقريباً مع اندلاع الحرب الفرنسية الروسية (Franco-Prussian) في 1871م. ومع ذلك لم تنضم حركة إيطاليا إيريدينتا (città irredente) لمملكة إيطاليا إلا بعد الحرب العالمية الأولى.

#### الاستعمار الشرقي
تطور الإمبريالية الجديدة شهد الهيمنة على جميع بلدان النصف الشرقي من العالم تقريباً من قبل القوى الاستعمارية. الاستعمار التجاري للهند استُهلَ في 1757م، بعد معركة بلاسي (the Battle of Plassey)، حين سلم نواب البنغالي (Nawab of Bengal) ممتلكاته لشركة الهند الشرقية  في عام 1765م، عندما مُنحت الشركة حق جمع الإيرادات (ديواني) (Diwani) في البنغال (Bengal) وبيهار (Behar) ـ 
و في 1772م حين أنشأت الشركة رأس مالٍ في كلكتا (Calcutta) وعينت أول حاكم عام لها وارنر هاستنغز (Warren Hastings) الذي أصبح مشاركاً في الحكم بشكل مباشر.
وتولت مارثا [كانت تحكم معظم مناطق الهند]، وعقب حروب الأنجلو مارثا (Anglo-Maratha wars) خسرت الهند في نهاية الأمر أمام الاستعمار الهند الشرقية البريطانية في عام 1818م، واستمر حكمهم حتى عام 1858م، بعد التمرد الهندي في عام 1857موالذي ترتب عليه إحالة أمر لبريطانيا مهمة إدارة الهند مباشرة في الحكم البريطاني الجديد. في عام 1819م أنشأ ستامفورد رافلز (Stamford Raffles) سنغافورة لتكون المركز التجاري الرئيس لبريطانيا في منافسة مع الهولنديين. ولكن مع ذلك، هدأت المنافسة بينهما في عام 1824م بعد
المعاهدة البريطانية الهولندية وترسيم مصالحهما في جنوب شرق آسيا وابتداءً من خمسينات القرن التاسع عشر الميلادي تحولت وتيرة الاستعمار إلى أعلى المعدلات بشكل ملحوظ.
الاستعمار الهندي الشرقية الهولندية (1800م) واستعمار الهندي الشرقية البريطانية (1858م) أنحلوا من جانب حكوماتهم إدارة المستعمرات. فقط تايلاند كانت تُدَّخَرُ لاختبار الحكم الأجنبي عليها. مع أن تايلاند نفسها متأثرة من سياسات القوة من القوى الأجنبية. كان الاستعمار الأجنبي مؤثرًا بعمق على جنوب شرق آسيا. بينما استفادت القوى الاستعمارية من الموارد الغنية في تلك المناطق والأسواق الكبيرة.

#### انتهاء الاستعمار في الأمريكتين
انتهاء الاستعمار الأجنبي في القارة الأمريكية راجع إلى المنهج التي اتبعته البلدان في الأمريكتين ليحصلوا على استقلالهم من الحكم الأوروبي. عملية إنهاء الاستعمار بدأت مع سلسلة من الثورات التي قامت في أواخر القرن الثامن عشر الميلادي وأوائل القرن التاسع عشر الميلادي حتى منتصف هذا القرن. وقعت الحروب الأسبانية الأمريكية من أجل الاستقلال ضد الحكم الأسباني في أمريكا في أوائل القرن التاسع عشر الميلادي في عام 1808م وحتى 1829م، ارتبطت مباشرة بالغزو النابليوني الفرنسي لأسبانيا. بدأت الصراعات مع حكم المجلس العسكري لفترة قصيرة والتي أُنْشِئَتْ في شوكيساكا (Chuquisaca) وكيتو (Quito) معارضة ضد تشكيل المجلس العسكري الأعلى المركزي إشبيلية. عندما سقط المجلس العسكري المركزي أمام الفرنسيين، ظهرت مجالس جديدة في جميع أنحاء القارة الأمريكية، ما أدى في نهاية المطاف إلى ظهور سلسلة من البلدان المستقلة الجديدة تمتد من الأرجنتين وشيلي في الجنوب، إلى المكسيك في الشمال. ظلت فقط كوبا وبورتوريكو بعد موت الملك فرديناند السابع (Ferdinand VII) في عام 1833م تحت الحكم الأسباني حتى جاءت الحرب الأمريكية الأسبانية عام 1898م. ومن سوء حظ الأسبانيين لم يقم البرتغاليون بتقسيم أراضيها الاستعمارية في أمريكا. الأراضي التي أنشئوها، تم إخضاعها للإدارة المركزية في سلفادور (نُقِلَتْ فيما بعد إلى ريو دي جانيرو)، حيث سُجِّلَت مباشرة إلى ملكية البرتغال كولية للعهد حتى استقلالها عام 1822م، لتصبح إمبراطورية البرازيل.
اقرأ أيضًا: حروب أمريكا اللاتينية والاستقلال والجدول الزمني للحروب الأمريكية الإسبانية الاستقلال.

## أواخر العصر الحديث

### الثورة الصناعية

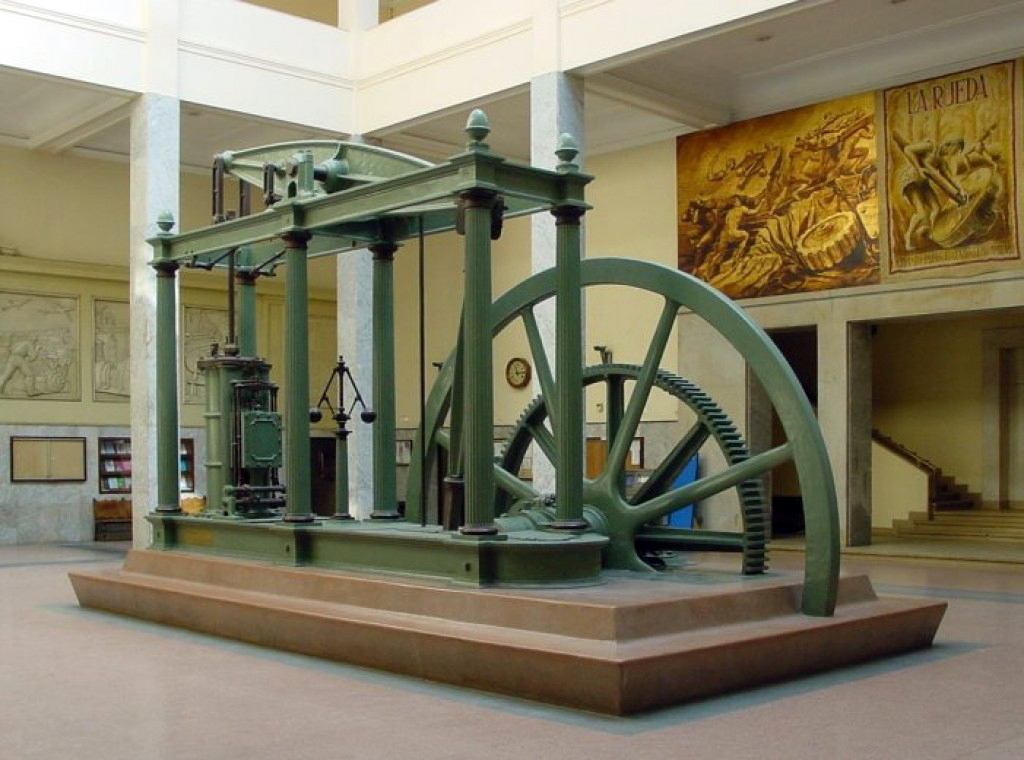
تم إنشاء محرك البخار لضخ المياه من مناجم الفحم، مما يمكن من تعميق لهم بما يتجاوز مستويات المياه الجوفية.

تاريخ الثورة الصناعية ليس واضحًا بما يكفي ويرى ايريك هوبزباوم (Eric hobsbawm) بأن الثورة الصناعية بدأت بالظهور عام 1780م ولم تكن ملحوظة بشكل كامل إلا في بداية 1830م أو 1840م ؛ أما توماس سواثكليف آشتون (Thomas Southcliffe Ashton) فيرى أنها بدأت تقريبا بين عام 1760م و1830م(تحت فترة حكم جورج الثاني، ريجينسي، وجورج الرابع) 
التغير الأكبر الذي حدث للبلدان قبل القرن التاسع عشر الميلادي كان يهتم أكثر بالأفكار الديانات والاحتلال العسكري، أما التقدم التكنولوجي فلم يحدث سوى تغيرات بسيطة في الثروة المادية للناس .
الثورة الصناعية الأولى اندمجت مع الثورة الصناعية الثانية قرابة سنة 1850م، عندما بدأ التكنولوجيا والاقتصاد يحققان تقدم كبير بتطوير السفن البخارية والسكك الحديدية، وفي وقت لاحق من القرن التاسع عشر الميلادي باكتشاف محركات الاحتراق الداخلي ومولدات الطاقة الكهربائية .
الثورة الصناعية الثانية كانت مرحلة من الثورة الصناعية وفي بعض الأحيان يطلق عليها مسمى منفصل كالثورة التكنولوجية، أما من الناحية التقنية والاجتماعية فلا يوجد خط واضح يفصل الفترتين.
ابتكرت في هذه الفترة العديد من الاختراعات في المجالات الكيميائية والكهربائية والبترولية والصناعات الحديدية . وعلى سبيل المثال اختراع توربينات الضخ النفطي (oil fired steam turbine) ومحركات الاحتراق الداخلي للسفن الحديدية (internal combustion driven steel ships) والتطور في صناعة الطائرات والتسويق العملي للسيارات واختراع الهاتف وإنتاج الكثير من السلع الاستهلاكية الجيدة، وإتقان التعليب وثلاجات التبريد وغيرها من الطرق التقنية الأخرى لحفظ الطعام .

#### التصنيع (industrialization)
التصنيع هي عملية تغير في المجتمع والاقتصاد بحيث ينتقل مجموعة من الناس من مرحلة ما قبل الصناعة إلى مرحلة الصناعة، وهي مرحلة فرعية من التقدم الحضاري العام، حيث أن التغيرات الاجتماعية والتطورات الاقتصادية على علاقة وطيدة بالاختراعات التكنولوجية، خاصة في مجال التطور الواسع للطاقة والصناعات الحديدية .
التصنيع يحتاج إلى جهد واسع ومكثف في توظيف القوى الاقتصادية للتصنيع. وقد صاحب التصنيع وجود تغيرات فلسفية حيث أصبح الناس يتبنون اعتقادات وسلوكيات مختلفة من ناحية الإدراك للطبيعة المحيطة بهم .

#### الثورة الصناعية والقوة
سيطرت صناعة الآلات على الاقتصاد القائم على العمل اليدوي. إذ بدأ الإنتاج في تصنيع مصانع النسيج وتطوير تقنيات صناعة الحديد، ومن ثم توسعت التجارة عبر القنوات المائية والطرق المعبدة والخطوط الحديدية.
ارتكزت زيادة كبيرة في الطاقة الإنتاجية على استخدام الطاقة البخارية (وهي ناتجة بصفة رئيسة من الفحم) وآلات تعمل بالطاقة (خصوصا آلات تصنيع الغزل والنسيج). يسر بعد ذلك تطوير صناعة كل الآلات المعدنية في العقدين الأولين من القرن التاسع عشر الميلادي على صناعة المزيد من الآلات للإنتاج في مصانع أخرى.
بدأت المصانع الحديثة في استخدام النفط عام 1864م بعدما اكتشف إبراهيم بينو جينسر (Ibraham Pino Genser) عملية تنقية مادة الكيروسين (Kerosene) في مقاطعة نوفا (Nova Section). وطور لوجناسي (Lgnacy Lukasiewiciz) طريقة جينسر (Genser) ليكشف عن وسائل لتنقية الكروسين من النفط المتسرب الذي يتواجد بين الصخور في عام 1852م، وفي السنة التالية بني أول منجم للتنقيب عن النفط في مدينة بوبركا (Bobrka) القريبة من مدينة كروسنو (keosno) في منطقة غاليسيا (Galicia).
كان برفيسور العلوم في جامعة يال (Yale) التي تقع في مدينة نيو هافن (New Haven) بنجامين سليمان (Benjamin Silliman) أول من جزأ النفط بواسطة التقطير في عام 1854م. وانتشرت هذه الاكتشافات بشكل سريع حول العالم.

#### أشهر المهندسين
تراوحت إنجازات المهندسين في الثورة الصناعية من توسيع الكهرباء إلى تطوير علوم المواد، مما ساهم في تحسين الحالة المعيشية في الحياة . وكان لاختراع (Lewis) لويس آلة النسيج الأسطوانية – نصيب في الثورة الصناعية من التطوير إذ تعد هي الأساس لمحرك البخار والذي يستخدم لفتل القطن في مصانع القطن. كانت تطويرات ماثيوبولتن (matthew) وجيمس وات (James watt) للمحرك البخاري أساسية بالنسبة للتغيرات التي أحدثتها الثورة الصناعية في المملكة المتحدة والعالم. طوَّر بعد ذلك توماس اديسون (Thomas Alva Edison) العديد من الأجهزة التي أثرت على الحياة في العالم، وكان مساهمًا في إبداع معامل البحوث الصناعية. ثم وصل تيار كهربائي قوته 110 فولت على نطاق واسع في مدينة مانهاتن إلى 59 شخص.
أسهم كذلك نيكولا تسيلا (Nicola Tesla) في نهاية الثورة الصناعية الثانية التي كانت في نهاية القرن التاسع عشر الميلادي وبداية القرن العشرين الميلادي في حقل الكهرباء والمغناطيس، وكانت اكتشافاته الهندسية في الكهرباء وأعماله المبكرة ذات أهميه قصوى، كذلك شكلت براءات اختراع تسيلا (Tesla) وأعماله النظرية في وضع أساسات أنظمة الطاقة الكهربائية ذات التيار المتناوب متضمنة توزيع الأنظمة الكهربائية ذات التردد المتناوب، بالإضافة إلى اختراعه المحرك الكهربائي. وساعد بتلك الاختراعات على بداية الثورة الصناعية الثانية.

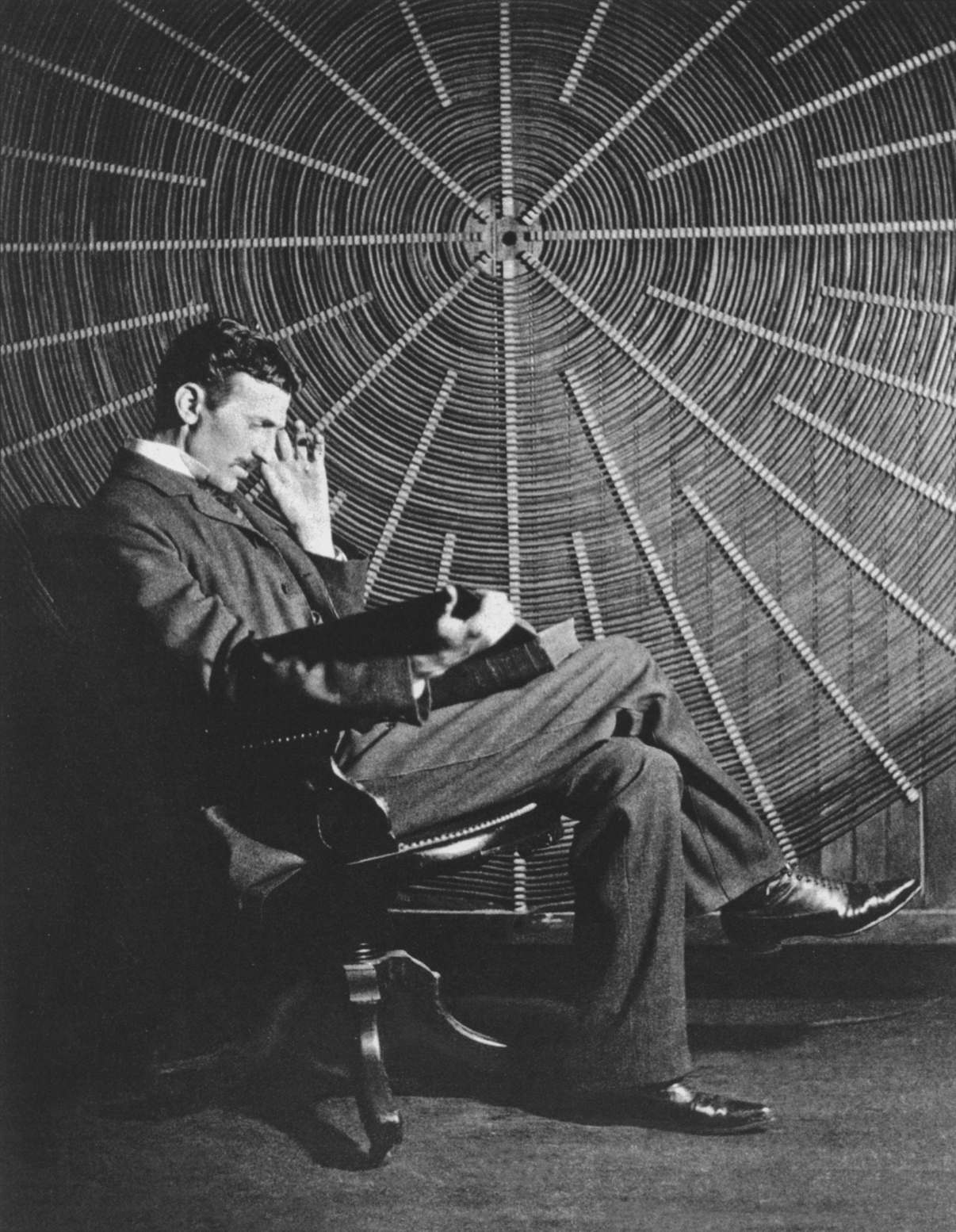
نيكولا تيسلا.

وفي عام 1887م حُفظ لتسيلا العديد من براءات الاختراع التي تركزت على توزيع الطاقة الكهربائية المعروفة بالتيار المتناوب. وفي السنوات التالية خرج أمامنا تنافس قوي بين تسيلا (Tesla) وأديسون (Edison) لدرجة تسمية منافستهم بـ«حرب التيارات»، من أجل الوصول لأفضل طريقة لتوزيع الكهرباء. وبعد أن نجح تسيلا (Tesla) في اختراعه للراديو سنة 1894م، وانتصاره في «حرب التيارات»، أصبح معروفًا لدى الأمريكيان بشكل كبير كأحد أعظم المُهندسين الكهربائيين الذين عملوا في أمريكا على مر التاريخ.

#### الآثار الاجتماعية والطبقات
كانت الثورات الصناعية الكبرى محركًا ثقافيًا واقتصاديًا واجتماعيًا وتقنيًا في آخر القرن الثامن عشر الميلادي وأول القرن التاسع عشر الميلادي، حيث بدأت هذه الثورات الصناعية في بريطانيا ثم انتشرت في كافة دول العالم. وانتشرت التأثيرات في أوروبا الغربية وأميركا الشمالية في القرن التاسع عشر قبل أن تؤثر على غالبية العالم في النهاية.
وكان تأثير هذا التغيير على المجتمع هائلاً إلى درجة إمكانية مقارنته بالثورة النيوليثية (Neolithic Revolution) وهي الثورة التي طورت حياة الإنسان من البدوية إلى أسلوب الزراعة وقد قيل بأن الناتج المحلي والإجمالي لكل فرد كان أكثر استقرارًا وتطورًا، وفي معدل بطيء بكثير حتى قامت الثورة الصناعية وظهر الاقتصاد الرأسمالي الحديث، ومنذ ذلك الحين فقد زاد الناتج المحلي والإجمالي للفرد بسرعة في الدول الرأسمالية.

#### ثورات منتصف القرن التاسع عشر الأوروبية
الثورات الأوروبية سنة 1848م، عُرفت في بعض البلدان بمثل ربيع الأمم أو سنة الثروات، حيث كانت هناك سلسلة من الثورات السياسية في كافة أنحاء القارة الأوروبية. حيث وُصفت تلك السنة بالموجة الثورية، وبدأت فترة الاضطراب من فرنسا، لتظهر الثورة الفرنسية سنة 1848م، ولتنتشر بسرعة في بقية أوروبا، ورغم أن غالبية الثورات تحركت بسرعة إلا أنه كانت هناك كمية عنف كبيرة في العديد من المناطق مع عشرات الآلاف ممن عُذِب أو قُتِل. ورغم أن هذه الثورات السياسية حدثت بسرعة إلا أن الانعكاسات الهامة لهذه الأحداث حدثت على المدى البعيد.

#### العصور الصناعية الإصلاحية
بدأت حركات العصور الصناعية في التغيير التدريجي للمجتمع نوعا ما مع الحلقات في تغييرات جوهرية سريعة. وغالبا ما تستند أفكار الإصلاحيين إلى الليبرالية، على الرغم من أنها تمتلك أيضا جوانب من المفاهيم الاشتراكية الطوباوية أو الدينية. الحركة الراديكالية هي حملة من أجل إصلاح النظام الانتخابي، وإصلاح قوانين الفقراء، والتجارة الحرة، وإصلاح التعليم، والإصلاح البريدي، وإصلاح السجون، والمرافق الصحية العامة.
تبعا لأفكار التنوير. الإصلاحيين نظروا واهتموا للثورة العلمية والتقدم الصناعي في حل المشاكل الاجتماعية التي نشأت مع الثورة الصناعية.الجمع بين فلسفة نيوتن الطبيعية والرياضيات بديهة الإثبات مع آليات المراقبة المادية، مما يعني أن النظام متماسك من تنبؤات يمكن التحقق منها واستبدالا للاعتماد السابق على الكشف وإلهام الحقيقة تطبيقا للحياة العامة، وحقق هذا النهج العديد من الحملات الناجحة لإجراء تغييرات في السياسة الاجتماعية.

### الحكم الإمبراطوري الروسي

#### الإمبراطورية الروسية
أعلنت روسيا بقيادة بيتر الأول (الأكبر) عن إمبراطورتها في العام م1721 وأصبحت معروفة على أنها قوة عالمية. حكم بيتر من العام 1682م حتى 1725م؛ هُزِمَ بيتر من السويد في الحرب الشمالية العظمى مما اضطرها للتنازل عن كاريليا الغربية وانقريا (منطقتين خسرتهم روسيا في وقت الإضرابات)، وكذلك استلاند وليفلاند ضمان روسيا عن الطريق الدخول من البحر والتجارة البحرية على بحر البلطيق ، أسس بيتر عاصمة جديدة تسمى سانت بيترسبرج، عرفت فيما بعد باسم نافذة روسيا على أوروبا.
إصلاحات بيتر الأكبر الكبيرة أحضرها لأوروبا الغربية بالتأثيرات الكبيرة لأوروبا . مددت كاثرين الثانية (العظيمة) التي حكمت في (1762م-1796م)السيطرة السياسية الروسية على الكومنولث البولندي الليتواني وأدرجت معظم أراضيها في روسيا خلال أقسام من بولندا، ودفع الروس الحدود غربا إلى أوروبا الوسطى. في الجنوب بعد الحرب الروسية التركية الناجحة ضد الإمبراطورية العثمانية ، كاثرين قدمت الحدود الروسية إلى البحر الأسود وألحقت الهزيمة بالسيرميان كانات .

### الهيمنة الأوروبية والقرن التاسع عشر
يعرِّف المؤرخين أحيانًا القرن التاسع عشر أنه الحقبة التاريخية الممتدة من 1815م (مؤتمر فيينا) ل1914م (اندلاع الحرب العالمية الأولى)؛ وبدلا من ذلك يعرِّفها اريك هوبسباوم «القرن التاسع عشر الطويل» وهي تمتد وتغطي الوقت من 1789م حتي 1914م. حصل خلال هذا الوقت، تمكين سقوط الارمادا الأسبانية وصعود الإمبراطورية البريطانية.

#### الاستعمار والإمبراطوريات

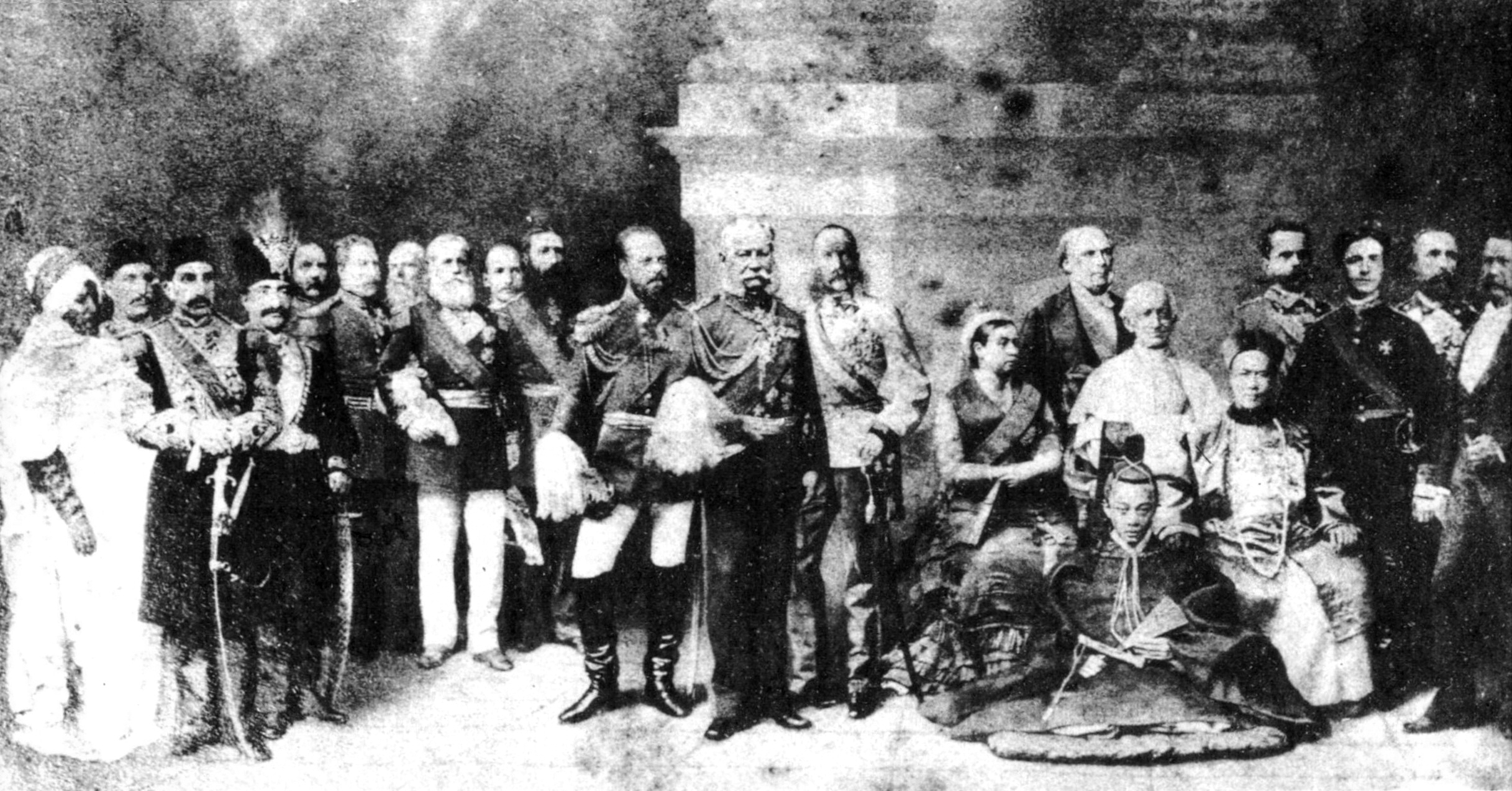
"الملوك في العالم"، 1889م.

الاستعمار خلال القرن التاسع عشر كانت البرتغال وإسبانيا والدولة العثمانية إمبراطوريات آيلة للانهيار وأما إمبراطورية روما العظيمة وإمبراطورية المغول فقد انتهت وطوى عليها الزمن .
أصبحت الإمبراطورية البريطانية بعد حروب نابوليون أقوى قوة في العالم ، تحكم ربع سكان الأرض وتحتل ثلث مساحتها ، وهذا ما فرض الباكس برتانيكا (كلمة من أصل لاتيني تعني السلام البريطاني) كما شجعت التجارة وحاربت القرصنة المتفشية.
كانت الكهرباء والفولاذ والبترول ثلاثة عناصر قوَّت شوكة ألمانيا لتبني سلطة عالمية عظيمة يتسابق الآخرون في بناء إمبراطوريتها. إنَّ ثورة استعادة الحكم الياباني مرت بمراحل كان لها آثار ومتغيرات هائلة في السياسة اليابانية وفي التركيبة الاجتماعية أيضا. وقد كانت هذه القبضة المحكمة متزامنة مع فتح اليابان بوصول سفن الكومودور ماثيو بيري السوداء، وقد أعطت إمبراطورية اليابان سلطة مطلقة. على كل حال ففي روسيا وفي سلالة تشينغ في الصين فشلا في محاذاة خطوات قوى العالم العظمى وهذا بدوره قاد لاضطرابات اجتماعية كبيرة وهائلة. إن قوة جيش إقليم تشينغ ضعف إبان القرن التاسع عشر، ووقف وجها لوجه أمام ضغوط عالمية وحركات تمرد هائلة وهزائم في المعارك، وانهارت الملكية بعد منتصف القرن التاسع عشر. احتلت القوى الأوروبية أجزاء من اوقيانوسيا بشق فرنسي من كوليدوز عام 1853م وشق فرنسي من بولونيز عام 1988م، أما الأمة الألمانية فقد أسست مستعمرات في غينيا الجديدة عام 1884م وفي سماوا عام 1900م.
توسعت الولايات المتحدة في المحيط الهادي وصولا إلى هاواي التي ضُمت إلى أميركيا كمقاطعة سنة 1898م. نشأت خلافات بين الولايات المتحدة وألمانيا وبريطانيا على إقليم ساماوا وهذا قاد إلى عقد اتفاقية (الميثاق الثلاثي) عام 1899م. انظر إلى : سجل الاستعمار

#### الحقبة البريطانية الفيكتورية

العلم الوطني للمملكة المتحدة.

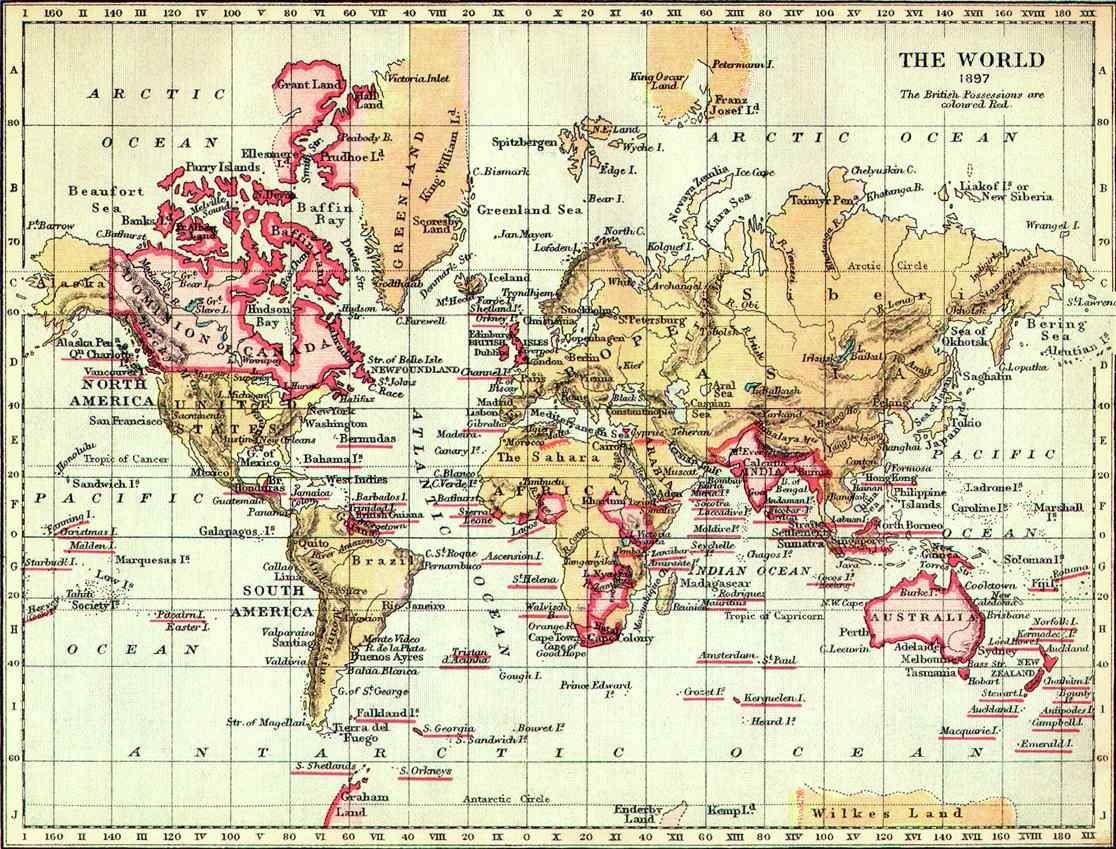
الإمبراطورية البريطانية في عام 1897م، تميزت في اللون التقليدي للسيادات البريطانية الإمبراطورية على الخرائط.

الحقبة الفيكتورية في إنجلترا تمثل عهد الملكة فيكتوريا من يناير 1837م إلى يناير1991م وهي مرحلة طويلة قدمت حياة كريمة للشعب البريطاني سميتها الازدهار، وكان ذلك بسبب عائدات الاستعمار من بلاد ما وراء البحار، وبسبب التطور الصناعي المحلي الذي سمح للطبقة الوسطى بالارتقاء، وقد يزيد بعض الباحثين في طول مدة الحكم الفيكتوري، حسب تعريف هذا الحكم على أساس تنوع الألاعيب السياسية والعقلية التي عرف بها الفيكتوريين، مما يمتد بالفترة إلى خمس سنوات من الإصلاح السياسي عام 1832م في بريطانيا أبان العصر الفيكتوري، نجد أن انتصارها على نابوليون تركها بلا منازع مما شكل تهديد حقيقي غير روسيا في أواسط آسيا. ولأن أساطيل بريطانيا تفوقت في البحر فقد نصب هذا التفوق بريطانيا كرجل أمن عالمي. حال شؤون الدولة هذه هي ما عرف بمسمى البريانيكا باكس (السلام البريطاني) وكانت سياسة خارجية من الاعتزال الرائع. إلى جانب سيطرتها المحكمة على مستعمراتها فقد سيطرت على اقتصاد العالم والعديد من الدول المستقلة مثل الصين والأرجنتين وسيام، وهذا ما أعطاها لقب (إمبراطورية غير رسمية) * يجب التنويه هنا أنه خلال هذه الفترة قامت الحرب الانجلوزولو بين الإمبراطورية البريطانية وإمبراطورية الزولو في أفريقيا.
ترتكز الإمبراطورية البريطانية على تقنيتين جديدتين اخترعتا في النصف الثاني من القرن التاسع عشر (الباخرة والتلغراف) وقد قدمتا لبريطانيا الفرصة للسيطرة والدفاع عن الإمبراطورية. كانت الإمبراطورية البريطانية في عام 1902م مترابطة الأجزاء والأطراف بواسطة شبكة التلغراف، وهو ما سمي بالخط الأحمر. استمرت حتى عام 1922م على مساحة 10,000,000 ميل مربع (34,000,000 كيلومتر مربع) وكان تعداد السكان 458 مليون. أسس البريطانيون مستعمرات في أستراليا سنة 1788م ونيوزلندا سنة 1840م وفيجي عام 1872م وجزء كبير من أوقيانوسيا أصبح مستعمرا من قبل الإمبراطورية.

#### الحكومة الفرنسية والخلافات
استعادت بوربون تلتها الإطاحة بنابليون الأول لفرنسا في 1814م. استعاد الحلفاء السلالة الحاكمة لعرش بوربون بفرنسا. الفترة التي تلتها سميت بـ الاستعادة، والتابع للعرف الفرنسي .
وتميزت بردات فعلها المحافظة والتي أعادت إنشاء الكنسية الكاثوليكية الرومانية كقوة للسياسة الفرنسية يوليو الملكية، كانت فترة للدستور الليبرالي الملكي في فرنسا في عهد الملك لويس فيليب بدءاً من ثورة يوليو (أو ثلاثة أيام مجيدة) في 1830م وانتهت مع ثورة عام 1848م. الإمبراطورية الثانية كانت الإمبراطورية النابليونية لنابليون الثالث من 1852م حتى 1870م، مابين الجمهورية الثانية والثالثة في فرنسا.
كانت الحرب قائمة بين الفرنسية البروسية وبين فرنسا وبريسيا، في حين أن بروسيا خضعت من قبل الاتحاد الألماني الشمالي الذي كان هو عضواً فيه، وجنوب الولاية الألمانية للبادن (Württemberg and Bavaria) فورتمبيرغ وبافاريا. النصر الكامل تحقق للبروسية والألمانية جاء عند التوحد النهائي لألمانيا تحت الملك (Wilhelm) لبروسيا. وشهد أيضًا سقوط نابليون الثالث والإمبراطورية الفرنسية الثانية التي حل محلها الجمهورية الثالثة كجزء من الاتفاقية، أخذ تقريبًا كل إقليم الألزاس واللورين بواسطة بروسيا لتصبح جزءًا من ألمانيا، التي ستحتجز حتى انتهاء الحرب العالمية الأولى.

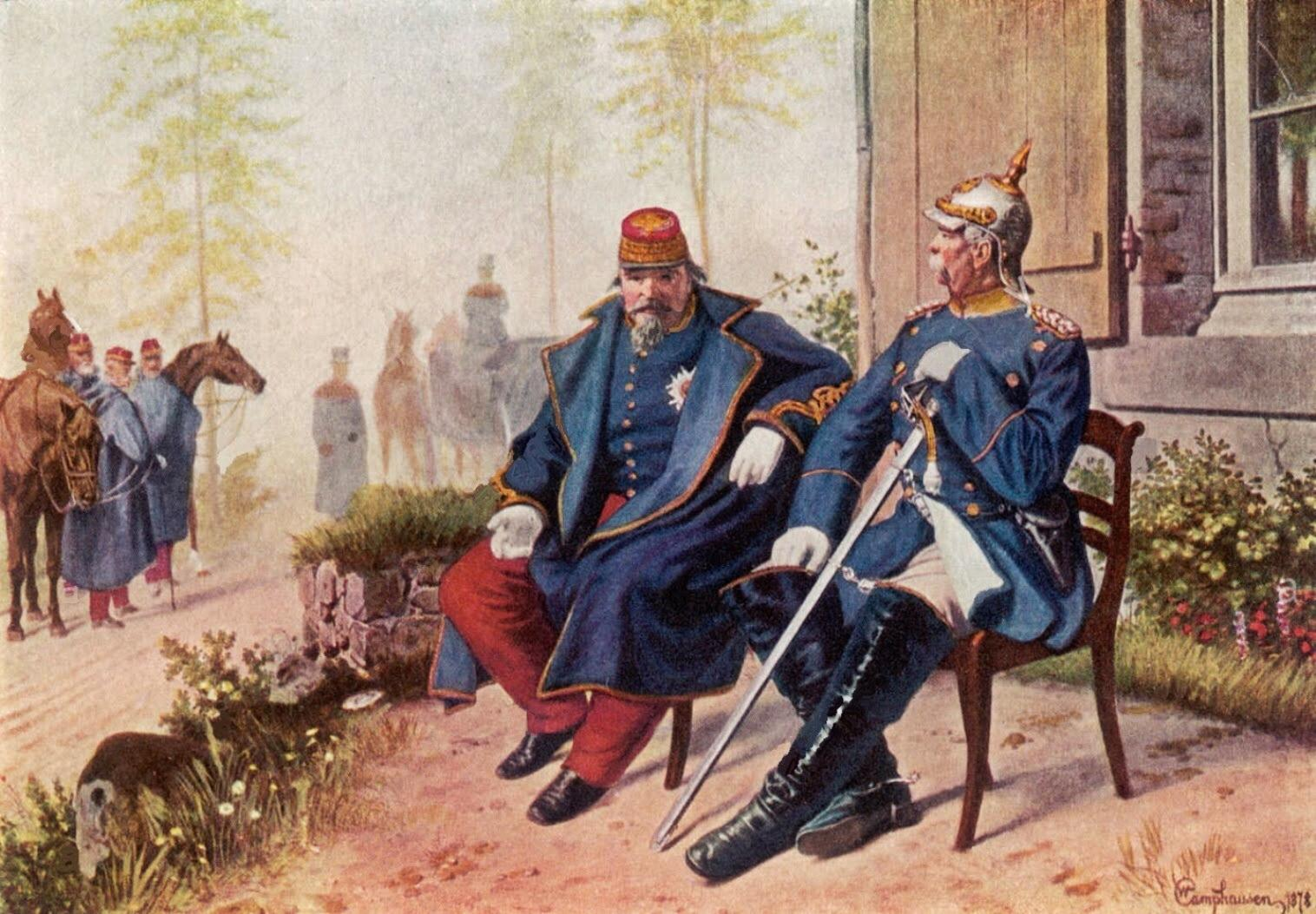
نابليون الثالث وبسمارك بعد معركة سيدان

الجمهورية الفرنسية الثالثة كانت حكومة جمهورية لفرنسا ما بين نهاية الإمبراطورية الفرنسية الثالثة متبوعة بهزيمة نابليون لويس (Louis-Napoléon) في حرب بروسيا الفرنسية 1870م وحكم فيتشي (Vichy) بعد غزو فرنسا من قبل الرايخReich الألماني الثالث في 1940م. صمدت الجمهورية الثالثة سبعين سنة، محدثة أطول بقاء للنظام في فرنسا منذ انهيار النظام القديم في الثورة الفرنسية عام 1789م.

#### (الرق وإبطاله)
العبودية تقلصت إلى حد كبير في جميع أنحاء العالم في القرن 19 الميلادي. أجبرت بريطانيا القراصنة البربر على التوقف عن ممارساتها عن اختطاف واستعباد الأوروبيين بعد نجاح تمرد العبيد في هايتي. تم حظر العبودية في جميع مجالاته، وحاكم قواتها البحرية لإنهاء تجارة الرق العالمية. تم إلغاء العبودية في روسيا، وأمريكا، والبرازيل (أنظر للإلغائية).

#### الاستعمار الأفريقي
بعد إلغاء عملية المتاجرة بالعبيد والمدفوعات من الاستثمار التجاري أقيم مؤتمر بشكل رسمي عن الزحف إلى أفريقيا في برلين غرب أفريقيا في 1884م-1885م؛ وكل رؤساء القوة الأوربية قاموا بمطالبة للأراضي الأفريقية التي يستطيعون أن يؤثروا فيها، ولكن كل تلك الادعاءات لم تكن توجب امتلاك أي حياة مادية للأرض أو أي معاهدة أو اتفاقية حتى تكون قانونية؛ فالرئيس الفرنسي ترأس غرب إفريقيا والرئيس البريطاني ترأس شرق أفريقيا والرئيسين البرتغالي والأسباني ترأسا مناطق مختلفة من القارة بينما الملك ليوبولد (Leopold) كان بارعاً في حفظ مقاطعته الخاصة الكنغو (Congo).

#### ميجي اليابان (Meiji)
اختير ميجي إيرا قرب نهاية القرن التاسع عشر الميلادي وبداية القرن العشرين الميلادي ((Meiji era للحكم ويعني اسم ميجي إيرا Meiji era)) «رائد التثقيف»؛ بدأت اليابان خلال ذلك الوقت نهوضها وتطورها وأصبح لها مكانة في العالم ولكن لم تكن كذلك حتى البداية للميجي إيرا Meiji era)) إلى أن بدأت الحكومة اليابانية بأخذ أمر التطور والنهوض بالدولة بشكل جدي؛ فقد نشرت اليابان قواتها المسلحة بواسطة فتح مستودعات لوازمها الحربية في مواقع مختلفة ومتعددة. وزارة الحرب والتي كانت تنوب عن وزارة الحرب والبحر. وقد عانت فرقة من النبلاء المحاربين من خيبة أمل عظيمة في الأعوام التالية فالقانون كان يلزم كل رجل بالغ ومواطن ياباني أيًا كانت رتبته وطبقته بأن يعمل فترة إجبارية لمدة ثلاثة أعوام مع أول قوات احتياطية وعامين آخرين مع ثاني قوات احتياطية وكان هذاالنظام ضربة قاضية للنبلاء المحاربين ولقادة إقطاعية الديميو (daimyo)(بارون إقطاعي ياباني)؛ وقد لاقى هذا القانون معارضة شديدة من القرويين والمحاربين فالقرويين فسروا بأن قضاء تلك الفترة لخدمة رجال الجيش بأنها ضريبة للحياة ومحاولة لتجنب الجيش بأي وسيلة.
بدأت الحكومة اليابانية بتشكيل خلفية عسكرية بعد القوات المسلحة الفرنسية، فالقوات الفرنسية تبرعت كثيراً لتدريب الضباط اليابانيين والكثير كان مستعملاً في أكاديمية القوات المسلحة في كيوتو (Kyoto) والكثير أيضاً لازال يترجم كتاب الحقل الفرنسي ليستخدم في القوات المسلحة اليابانية.
أخذ العرش الإمبراطور تايشو (Taishō Emperor) بعد موت الإمبراطور ميجي (Meiji) وبذلك بدأ عصر تايشو (Taishōr)؛ مفتاح غريب وسريع غير المجتمع الياباني في ذلك الزمان وقد كان ذلك إينست ماسون ساتو (Ernest Mason Satow).

### الولايات المتحدة
المقال الرئيس: تاريخ الولايات المتحدة (1865م-1918م):

#### التوسع قبل الحرب

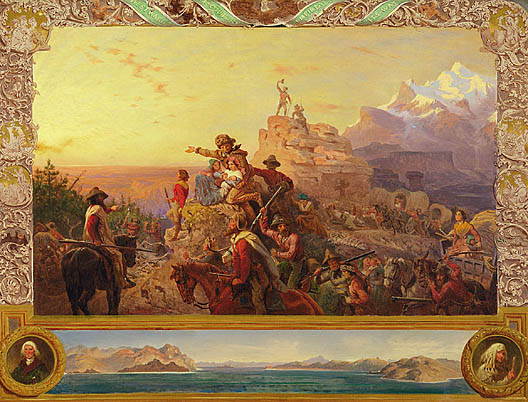
التوسع الأمريكي غربًا متمثلة في اللوحة الشهيرة لEmanuel Leutze

كانت فترة ما قبل الحرب لحماية مصالح مجموعة معينة والتي أدت إلى الحرب الأهلية الأمريكية. كانت فترة ما قبل الحرب مرحلة انتقالية كبيرة بسبب الثورة الصناعية في أمريكا. وأيضا وقتا لنمو الرقيق (العبيد) في أمريكا الجنوبية. لأنَّ غالبا ما يقدر أن فترة ما قبل الحرب قد بدأت مع قانون (كانساس نبراسكا) من عام 1854م، على الرغم من أنه في بعض الأحيان ينص على العودة لتاريخ أقرب في 1812م.
«القدر الواضح» كان التوسع الإقليمي للولايات المتحدة من عام 1812م حتى 1860م. القدر الواضح أدرج الاعتقاد بأنه كان مقدرًا للولايات المتحدة حتى إلهيًا التوسع عبر قارة أمريكا الشمالية، من ساحل المحيط الأطلسي إلى المحيط الهادي. هذا العصر من نهاية الحرب عام 1812م إلى بداية الحرب الأهلية الأمريكية كان يطلق عليه «عصر القدر الواضح»، توسعت الولايات المتحدة خلال هذا الوقت إلى المحيط الهادي، «من البحر إلى البحر المضيء»، إلى حد كبير الحدود الفاصلة للولايات المتحدة كما هي اليوم .
انظر أيضا: أمريكا قديم التغييرات الغربية والإقليمية للولايات المتحدة .

#### الحرب الأهلية الأميركية وإعادة البناء
الحرب الأهلية الأمريكية وعصر إعادة البناء في الولايات المتحدة:

بدأت الحرب الأهلية الأمريكية عندما أعلنت الولايات الإحدى عشرة المؤمنة بالرقيق والعبودية في الجنوب انفصالها عن الولايات المتحدة وشكلت الولايات الكونفدرالية الأمريكية (الكونفدرالية). قاتلوا بقيادة جيفرسون ديفيس، ضد حكومة الولايات المتحدة الفيدرالية (الاتحاد)، والذي كان مدعوما من جميع الدول الحرة والدول الخمس المؤمنة بالعبودية في الشمال.
اتفق قادة الشمال أن هذا الانتصار يتطلب أكثر من انتهاء القتال. كان عليها أن تشمل استراتيجيتين اثنتين: كان لا بد من الانفصال تماما عن جميع أشكال الرق وكان لا بد من القضاء عليها مطلقا. اختلفوا بشكل كبير على التكتيكات العسكرية والتكتيكات السياسية لتحقيق هذه الأهداف. واختلفوا أيضا على درجة السيطرة الفدرالية التي يجب أن تفرض على الجنوب والعملية التي ينبغي عملها لإعادة دمج الولايات الجنوبية إلى الاتحاد. وجد عصر إعادة البناء في تاريخ الولايات المتحدة في مرحلة ما بعد الحرب الأهلية في الولايات المتحدة بين عام 1865م وعام 1877م.

#### العصر الذهبي والتراث
المقالة الرئيسة : العصر الذهبي:
خلال فترة العصر الذهبي (Gilded Age) كان هناك نمو سكاني كبير في الولايات المتحدة الأمريكية وارتفاع في الثروة، أثناء عصر ما بعد الحرب الأهلية وعصر ما بعد إعادة الإعمار في أواخر القرن التاسع عشر الميلادي. وارتفعت قيمة أمريكا بفضل التوسع السكاني والاقتصادي. كما أن رجال أعمال الثورة الصناعية الثانية أنشئوا مدن وبلدات صناعية في الشمال الشرقي من البلاد مع مصانع جديدة، وساهموا في إنشاء طبقة صناعية عاملة مختلفة الأعراق، والتي أنتجت ثروة هائلة يملكها الأغنياء جدًا والصناعيون وخبراء المال مما يسمون في أمريكا ب«لصوص النبلاء». مثال على ذلك شركة جون د.روكيفيلر (John D.Rockefeller) التي شكلت رقمًا مهمًا في صناعة النفط الجديدة على أمريكا آنذاك. لكنها استعملت وسائل عدوانية فعالة ضد منافسيها من الشركات الأخرى مما جعلها عرضة للانتقاد في وقت لاحق. ولكن هذه الشركة (Standard Oil) دمرت غالبية منافسيها.
وأنشأت أمريكا اقتصادها الصناعي الحديث الذي حدث بفضل الاتصالات والبنى التحتية القوية ، لتصبح شركة جون د.روكيفيلر (John D.Rockefeller) مسيطرة على العملية التجارية والإدارية. ووضع الكونجرس الأمريكي في عام 1890م قانون شيرمان أنتي تروست (Sherman Antiturst Act) مصدرًا لمقاومة قوانين الاحتكار الأمريكية لإيقاف شركة (Standard Oil) ومنع القانون كل عقد ومشروع وصفقة ومؤامرة تعيق التجارة، وظلت عبارة «التحفظ التجاري» أمرًا شخصيًا فقط. تجاوز معدل دخل الفرد والإنتاج الصناعي في أمريكا أي بلد في العالم باستثناء بريطانيا في بداية القرن العشرين. وقد كان العمل لساعات طويلة والخطورة الكبيرة التي كان يواجهونها العمال في أمريكا عاملاً لتشكيل «النقابة العمالية» من قبل العمال، الأمر الذي قوبل بمعارضة شديدة من الصناعيين والقضاة. ولكن القضاة حموا السوق الأمريكي أخيرًا معلنين أن احتكار مجموعة (Standard Oil) أمرًا غير منطقي تحت قانون (Sherman Antiturst Act) الذي يمنع الاحتكار، وطلب القضاة بفك ارتباط 34 شركة كشركة مستقلة مع مجالس إدارة جدد، وكان ذلك في سنة 1911م.

### التحولات ورفض التنوير
تم الاعتراض على فلسفة التنوير في أنحاء شتى في بداية القرن العشرين، فبعد استعمال الفيزياء الكلاسيكية منذ انتهاء الثورة العلمية، ظهرت الفيزياء الحديثة بواسطة الفيزياء الكمية. واستبدلت الرياضيات للدارسات التجريبية لتقييم المعادلات بناءً على التركيب النظري. ونظرية الكم القديمة كانت عبارة عن مجموعة من النتائج التي تسبق ميكانيكا الكم الحديثة، ولكن لم تكن كاملة إطلاقا وجمعت الوصفات الإرشادية لميكانيكا الكم كتصحيح أولي للميكانيكا الكلاسيكية. بالإضافة إلى نظريات الأثير المتعددة والمختلفة في الفيزياء الكلاسيكية والتي افترضت وجود عنصر خامس مثل الأثير المضيء،
ولكن تم إلغاءها من قبل مايكلسون مورلي (Michelson Morley) عندما حاول اكتشاف حركة الأرض من خلال الأثير. أما في علم الأحياء، فقد كسبت الداروينية (Darwinism) قبولًا وتكيفًا في نظرية الانتقاء الطبيعي. كما كانت هناك خطوات واسعة في علم الأرض (الجيولوجويا)، وعلم الفلك، وعلم النفس، واكتسبت رؤى جديدة ومهمة. أما في الطب، فقد كان هناك تقدمًا في النظريات والعلاجات الطبية.

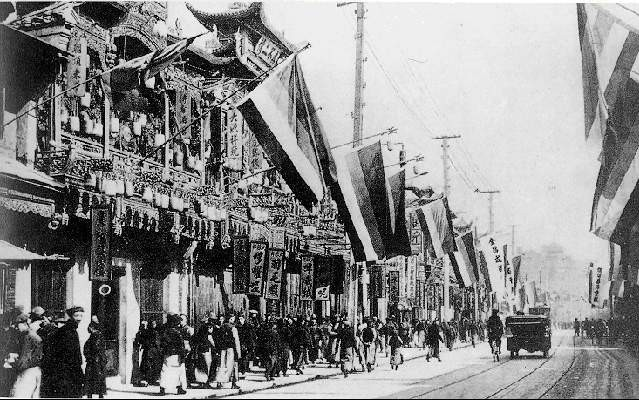
ثورة شينهاي ، نظم Chen Qimei مدنيين شنغهاي لبدء الانتفاضة وكانت ناجحة ، الصورة أعلاه هو شارع نانجينغ بعد الانتفاضة، علقت مع خمسة سباقات تحت أعلام موحدة ثم تستخدم من قبل الثوار.

الاتجاه الفلسفي الآخر هي فلسفة الصين التي بدأت تتكامل مع مفاهيم الفلسفة الغربية، كخطوات للتحديث والتقدم . ومنذ ثورة شينهاي (Xinhai Revolution) في عام 1911م، كانت هناك العديد من المطالبات، مثل حركة الرابع من مايو لإزالة المؤسسات الإمبريالية في الصين، وكانت هناك محاولة لدمج الديمقراطية والجمهورية والصناعة إلى الفلسفة الصينية من قبل صن يات سين (Sūn yì xiān). أضاف ماو تسي تونغ (Máo zé dōng) في بداية القرن العشرين فكر الماركسية اللينينية. وعندما تولى الحزب الشيوعي السلطة في الصين، أدان المدارس السابقة كفكر في كل شيء وخاصة القوانين والتي وُصفت بالرجعية، وفي وقت لاحق عُدلت الأوضاع في الثورة الثقافية في الصين.
وطُورت في وقت سابق، المفاهيم العلمانية التي تؤكد على أهمية قيمة وكرامة الإنسان لكل شخص استنادًا على قدرة العقل على تحديد الصواب والخطأ من خلال اللجوء لصفات الإنسانية الكاملة ولاسيما العقلية، دون اللجوء إلى سلطة إلهية أو خارقة أو مزعومة من نصوص دينية.
وليبرالية الإنسان التي قام عليها روسو (Rousseau) وكانت (Kant) توجّه القانون العالمي للتحرر من كل شيء له علاقة بأي نوع من الاستبداد. هذه الأفكار قابلت عوائق وتحديات، حيث انتقد كارل ماركس (Karl Marx) مشروع التحرير السياسي (المتجسد بحقوق الإنسان)، واصفًا إياها بأنها تجريد من الإنسانية التي يفترض أن تُقابل بالرفض. أما فريديك نيتشه (FriedrichNietzsch)، أكد بأن الإنسانية لا تعني شيء خلاف أنها نسخة علمانية من الإيمان بالله، وجادل نيتشه في «علم الأنساب والأخلاق» بأن حقوق الإنسان وجدت ليتحد الضعفاء بشكل جماعي لمُعاقبة الأقوياء، ومن هذا المنطلق فإن هذه الحقوق لا تسهل الحياة بل تعيقها. كان الفكر السائد في القرن العشرين هو أن البشر يعتبرون عقلانيين ومستقلين ذاتيًا عندما يتحدّون المفاهيم والرغبات التي توصل البشر للرغبات اللاعقلانية.

#### شخصيات مرموقة
- سيجموند فرويد (Sigmund Freud) أُشتهر بإعادة تعريف الرغبة الجنسية بأنها الطاقة الأساسية والتحفيزية لحياة الإنسان، بالإضافة إلى تقنياته العلاجية، من ضمنها استعمال العلاقة الحرة، ونظرية التحول في العلاقة العلاجية، وتفسير الأحلام كمصادر بصرية إلى الرغبات اللاواعية للإنسان.
- آلبيرت آينشتاين (Albert Einstein) المعروف بنظريته النسبية الخاصة ونظريته النسبية العامة، قدم إضافات مهمة في الميكانيكا الإحصائية وبالأخص معالجته الرياضية لحركة براون، وتمكنه من حل تناقض الحرارة النوعية وعلاقتها بالتبدد والتقلبات الحرارية، بالرغم من تحفظاته الشخصية حول تفسيرها، كما قدم آينشتاين إضافات إلى ميكانيكا الكم، وبشكل غير مباشر إلى نظرية الحقل الكمي من خلال دراسته النظرية للفوتون.

#### نظرية داروين الاجتماعية
انتشرت نظرية دراوين الاجتماعية (Social Darwinism)في نهاية القرن التاسع عشر الميلادي وتضمنت أفكار مختلفة مستندة على مفهوم المنافسة بين كل الأفراد أو المجموعات أو الأمم بأنها «طبيعية» في إطار التطور الاجتماعي للمجتمعات الإنسانية. من وجهة نظره أن تطور المجتمع مُعتمد على نظرية «البقاء للأصلح»، وهذا المصطلح في الحقيقة سبقه إليه هيربيرت سبينسر (Herbert Spencer) وأشار إليه في «أنجيل الثورة The Gospel of Wealth»، حيث كتبت النظرية من قبل أندرو كارنيجي (Andrew Carnegie).

#### المجتمع الماركسي

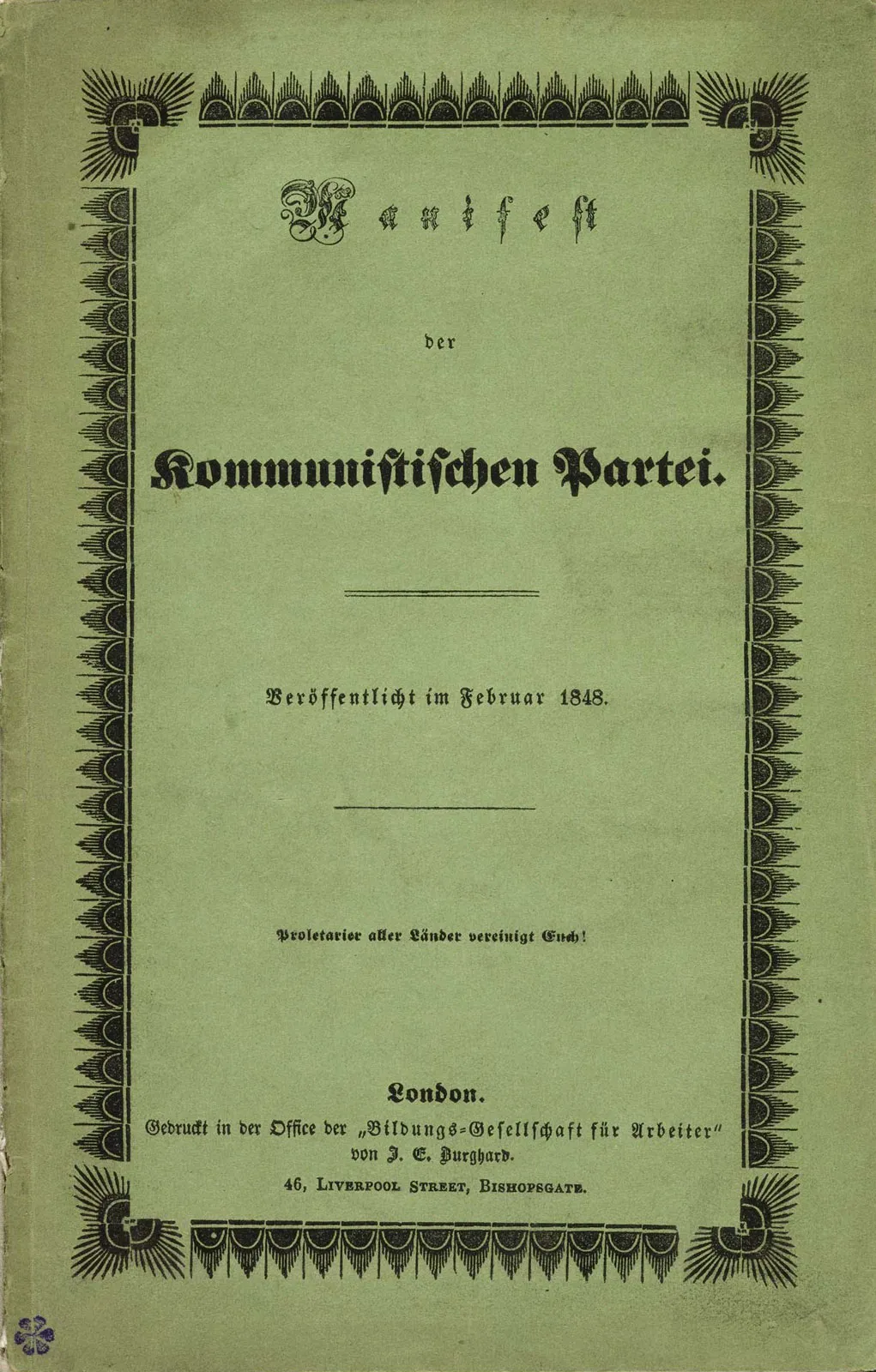
البيان الشيوعي.

لخص كارل ماركس (Karl Marx) منهجه في التاريخ والسياسة في السطر الافتتاحي في الفصل الأول من البيان الشيوعي (1848م). وكتب : تاريخ كل المجتمع المتواجد حاليًا هو تاريخ الطبقة المكافحة . البيان الرسمي ذهب من خلال عدد من الطبعات من 1872م حتى 1890م: الجدير بالذكر أن مقدمات جديدة كتبت بواسطة ماركس وإنجلز (Marx and Engels) لطبعة الألمان عام 1872م، والطبعة الروسية عام 1882م، والطبعة الألمانية عام 1883م، والطبعة الأمريكية عام 1888م. حددت الماركسية بشكل عام خمسة مراحل تطوير متعاقبة (ومرحلة انتقالية واحدة) في أوروبا الغربية .
1. الشيوعية البدائية: والتي نراها في المجتمعات العشائرية التعاونية.
2. المجتمع العبودي: الذي تطور عندما أصبحت العشيرة دولة مدنية. ولادة الطبقة الأرستقراطية.
3. الإقطاعية: الأرستقراطية هي الطبقة الحاكمة، وتحول التجار إلى رأسماليين.
4. الرأسمالية: الرأسماليون هم الطبقة الحاكمة، وهم الذين قاموا بإنشاء وتوظيف الطبقة العاملة الحقيقية.
5. ديكتاتورية البروليتاريا: زاد وعي العمال للطبقات، وإسقاط الرأسماليين والسيطرة على الولاية.
6. الشيوعية: مجتمع لا طبقي وعديم الانتماء .

### (الانحدار الأوروبي والقرن الـعشرين)
شهدت التطورات السياسية الرئيسة السابقة للحكومة البريطانية تفقد معظم قوتها السياسية المتبقية لها على دول الكومنولث (commonwealth). اكتملت السكك الحديدية السيبيرية، والتي تعبر آسيا بالقطار عام 1916م. وهناك أحداث أخرى شملت الصراع الفلسطيني الإسرائيلي، والحربين العالميتين، والحرب الباردة.

#### الدستور الأسترالي
تكون الاتحاد الأسترالي في عام 1901م عن طريق تجميع المستعمرات البريطانية المحكومة ذاتيًا ذلك الوقت وهي ويلز الجنوبية الجديدة، وكوينزلاند، وأستراليا الجنوبية، وتاسمينيا، وڤيكتوريا وأستراليا الغربية وتوحيدها معًا وتكوين أمة واحدة.
المستعمرات الست بعد توحيدها حافظت على نظامها الحكومي المستقل الذي كان متبعاً في كل منهما قبل التوحيد مع تكوين حكومة فيدرالية موحدة مسئولة عن الشؤون التي تخص كل الأمة ككل.عندما دخل الدستور الأسترالي حيز التنفيذ، أصبحت كل المستعمرات بشكل جماعي تسمى ولايات الكومنولث الأسترالي.

#### أمراء الحرب الشرقيون
الأيام الأخيرة لحكم سلالة كنج (Qing) كانت موسومة بالحروب الأهلية والتدخلات الأجنبية.و استجابةً لهذا الفشل والاستياء العام، قامت محكمة كنج (Qing) الامبريالية بمحاولات للإصلاح الحكومي بشتى الطرق، من هذه الطرق كان القرار بإعادة كتابة الدستور في عام1906م، وإنشاء المجالس التشريعية عام 1909م بالإضافة للاستعدادات لبرلمان وطني عام 1910م.
والذي حدث هو أن العديد من هذه القرارات قوبل بمعارضة من المحافظين في محكمة كنج (Qing)، وتم على إثر ذلك سجن وإعدام العديد من الإصلاحيين. دفع فشل المحكمة الإمبريالية في سن التدابير والقوانين نحو التحرير والإصلاح السياسيين بالكثير من الإصلاحيين للاتجاه لطريق الثورة.
تم تأسيس الجمهورية الصينية في عام1912م وتم الافتتاح والتتويج في نانجنج (Nanjing) والرئيس المؤقت الأول. لكن السلطة في بكين كان قد تم تسليمها ل يوان شيكاي (Yuan Shikai)، والذي كان مسيطرًا بفعالية على جيش بيانچ (Beiyang)، أحد أقوى الجيوش في الصين في ذلك الوقت. وافق القادة على توحيد الصين تحت حكومة واحدة في بكين وذلك لمنع الحروب الأهلية والتدخلات الأجنبية من التسرب للجمهورية الوليدة.أدى شيكاي (Shikai)اليمين الدستورية كالرئيس التجريبي الثاني لجمهورية الصين في العاشر من شهر مارس في مدينة بكين.
قامت التحالفات المتغيرة لأمراء الحرب في الصين بالصراع من أجل السلطة في حكومة بكين بعد الثورات في أوائل القرن العشرين. وبالرغم من أن العديد من أمراء الحرب الصينيين تمكنوا من السيطرة على حكومة بكين في خلال حقبة أمراء الحرب، لم يشكل هذا حقبة جديدة من السلطة والسيطرة، لأن العديد من أمراء الحرب الآخرين لم يعترفوا بالحكومات الانتقالية وكانت قانونًا قائماً بذاته. هذه الحكومات والتي كانت واقعة تحت سلطة الجيش، كانت تُعرف مجتمعة بحكومة بيانج (Beiyang)، وانتهى عهد أمراء الحرب تقريبًا عام 1927م.

#### حقبة الحروب العالمية
بدأت بمعركة ميناء آرثر، كانت الحرب الروسية اليابانية السبب في قيام الإمبراطورية اليابانية كقوة عظمى. كان الروس في سعي مستمر وراء معبر المياه الدافئة في المحيط الهادي لأسطولها البحري والسفن التجارية، وكانت حملة منشوريا والتي خاضتها الإمبراطورية الروسية ضد اليابانيين في منشوريا وكوريا، وكانت ساحة الصراع الرئيسة هي جنوب منشوريا، وبالأخص المنطقة المحيطة بـ «شبه جزيرة لياودونغ» Liaodong Peninsula و «مكدين» Mukden والبحار المحيطة بكوريا واليابان والبحر الأصفر. كانت نتيجة هذه الحملة انتصار الجيش الياباني على الروسي في كل المعارك التي خاضوها، وهذا كان متوقعًا من قبل المراقبين. هذه الانتصارات كان من شأنهاأن تحول توزيع السلطات بشكل كبير في شرق آسيا كما تبين مع الوقت، مما أدى إلى إعادة التفكير في إدخال اليابان إلى الساحة العالمية. وقادت سلسة الهزائم المحرجة التي تعرض لها الروس إلى زيادة السخط الشعبي على الحكومة الفاسدة وغير الفعالة.
كانت الثورة الروسية عام 1905م عبارة عن موجة هائلة من الاضطرابات امتدت عبر مناطق شاسعة في الإمبراطورية الروسية. كانت تلك الثورة موجهة مباشرة ضد الحكومة في بعض المناطق وفي البعض الآخر كانت بشكل غير مباشر. وتضمنت بعض الأعمال الإرهابية إضرابات العمال والفلاحين والتمرد العسكري والذي أدى إلى إنشاء النظام الملكي الدستوري المحدود، فأنشأ مجلس الدوما لإمبراطورية الروس ونظام تعدد الأحزاب وصدور الدستور الروسي في عام 1906م.
أطيح بأسرة كينغ Qing في الصين على أعقاب ثورة «زينايXinhai»، والتي بدأت بانتفاضة «ووتشانغ Wuchang» في العاشر من أكتوبر 1911م وانتهت بتنازل الإمبراطور «بويي Puyi» في الثاني عشر من فبراير 1912م. وكانت كل من القوات الملكية لأسرة كينغ (1644م-1911م) والقوى الثورية للتحالف الثوري الصيني (أو المعروف بـ «تونغمينغهوي Tongmenghui») هي الأطراف الرئيسة للصراع.

#### بريطانيا الأدواردية
الحقبة الأدواردية في المملكة المتحدة هي الحقبة الممتدة منذ بداية عهد الملك ادوارد السابع حتى نهاية الحرب العالمية الأولى والذي تضمنت فترة غرق التايتانك. في بدايات هذه الفترة قسمت حرب بوير الثانية (second Boer War) في جنوب أفريقيا الدولة إلى فصائل ما قبل وبعد الحرب .
تبين أن السياسات الامبريالية التي كان يؤديها المحافظين لا تحظى بشعبية حيث حقق الليبراليون في انتخابات عام 1906م انتصارات ساحقة. ولكن لم تستطع الحكومة الليبرالية المضي قدمًا في برنامجها الراديكالي دون دعم مجلس اللوردات والذي كان محافظاً إلى حد كبير. كما أدى الصراع في البرلمان على ميزانية الدولة إلى انخفاض قوى حلفائهم في عام 1910م. وفي انتخابات يناير لهذه السنة كان لحزب العمال البريطاني والحزب الوطني الأيرلندي الفضل في إعادة توزيع القوى في البرلمان عندما انتزعوا بعض المقاعد في هذه الانتخابات.

#### الحرب العالمية الأولى

مختلف فترات الحرب العالمية الأولى؛ 1914/07/28 (القيصر نيقولا الثاني من أوامر روسيا لتعبئة جزئية ضد النمسا والمجر)، 1914/08/01 (ألمانيا تعلن الحرب على روسيا)، 1914/08/03 (ألمانيا تعلن الحرب على فرنسا حليف روسيا)، 1914/08/04 (بريطانيا تعلن الحرب على ألمانيا)، 1914،12 (البريطانية والألمانية هدنة عيد الميلاد)، 1915،12 (الفرنسية والألمانية هدنة عيد الميلاد)، 1916،12 (معركة Magdhaba)، 1917،12 (القوات البريطانية تتخذ من القدس الامبراطورية العثمانية)، و1918،11 0.11 (الحرب العالمية الأولى الإغلاق: علامات ألمانيا إلى اتفاق هدنة مع الحلفاء).
----
الحلفاء وقوات المحور في الحرب العالمية الأولى
دول الحلفاء والمناطق
مركز الصلاحيات والمستعمرات أو الأراضي المحتلة
البلدان المحايدة

The First World War began in 1914 and lasted to the final هدنة كومبين الأولى in 1918. The قوات الحلفاء (الحرب العالمية الأولى), led by the بريطانيا خلال الحرب العالمية الاولي، الجمهورية الفرنسية الثالثة، Russia until March 1918, Japan and the United States after 1917, defeated the دول المركز، led by the الإمبراطورية الألمانية، الإمبراطورية النمساوية المجرية and the الدولة العثمانية. The war caused the disintegration of four empires—the Austro-Hungarian, German, Ottoman, and Russian ones—as well as radical change in the European and Middle Eastern maps. The Allied powers before 1917 are sometimes referred to as the الوفاق الثلاثي، and the Central Powers are sometimes referred to as the الحلف الثلاثي.
احتوت أسباب حدوث الحرب العالمية الأولى على عدة عوامل، إضافة إلى الصراعات والعداوات خلال الأربعة عقود التي أدّت إلى الحرب. الحلف الثلاثي كان الاسم المعطى إلى الحلف بين المملكة المتحدة وفرنسا وروسيا بعد أن وقعوا الحلف الأنجلو-روسي عام 1907م. كان حلف القوى الثلاث ، مضافًا إليه عدة معاهدات من اليابان والولايات المتحدة وأسبانيا يشكل قوة عظمى تهدد الحلف الثلاثي بين ألمانيا وهنجاريا -النمسا وإيطاليا. وكانت الثالثة قد أبرمت اتفاقًا سريا مع فرنسا بألا تشترك ضدهم مع حلفها. لعبت النزعة العسكرية والتحالفات والإمبريالية والقومية دورًا رئيسًا في الصراع. وكانت الشرارة (كرة الحرب الزجاجية) التي أشعلت الحرب بسبب القرارات التي اتخذتها الدول والجنرالات خلال أزمة يوليو 1914م وقد أدت إلى اغتيال النمساوي أرشدك فرانز فيرديناند (Archduke Franz Ferdinand) مع ذلك ، لم تحدث الأزمة من فراغ ؛ فقد بدأت بعد سلسلة من الاصطدامات الدبلوماسية بين القوى العظمى في أوروبا وقضايا الاستعمار خلال العقد ما قبل 1914م والذي خلف توترات شديدة. فالاصطدامات الدبلوماسية استطاعت أن تؤدي إلى تغييرات في توازن القوى في أوروبا منذ عام1870م. على سبيل المثال سكة بغداد التي كان من المخطط أن تربط مدن الدولة العثمانية من كونيا إلى بغداد من خلال خط ما يعرف الآن بتركيا وسوريا والعراق، فأصبحت السكة الحديدية مصدراً للنزاعات الدولية خلال السنين التي سبقت الحرب العالمية الأولى، فعلى الرغم من أن البعض يرى أن موضوع السكك قد حل قبيل الحرب عام 1914م، ولكن الكثير مازال يعتقد أنها كانت سببًا للحرب العالمية الأولى.
في الواقع كانت الشرارة التي أشعلت الحرب المشادات حول مقاطعات البلقان. نافست النمسا-هنجاريا صربيا وروسيا من أجل الأراضي في المنطقة وأدى ذلك إلى جر جميع القوى العظمى إلى الصراع من خلال معاهدات وتحالفات مختلفة. كانت حروب البلقان حربين في الجنوبي الشرقي من أوروبا في 1912م-1913م في منطقة دول البلقان (بلغاريا، ومقدونيا، واليونان، وصربيا) في البداية كانت بقايا الدولة العثمانية في ثيسالي ومقدونيا وإيبيريس وألبانيا ومعظم ثريس وسقطت بعد ذلك بسبب توزيع «الغنائم» ومساعدة رومانيا في ذلك الوقت.
بدأت الحرب العالمية الأولى عام 1914م واستمرت حتى نهاية الهدنة عام 1918م. كانت القوى المتحالفة بقيادة الإمبراطورية البريطانية وفرنسا وروسيا حتى مارس 1918م. واليابان والولايات المتحدة بعد 1917م والتي هزمت القوى المركزية بقيادة الإمبراطورية الألمانية والإمبراطورية الهنجا-نمساوية والإمبراطورية العثمانية. أدت الحرب إلى تفسخ هذه الإمبراطوريات الأربع وتغير جذري في خريطة أوروبا والشرق الأوسط. كانت القوى المتحالفة قبل عام1917م تسمى أحيانًا الاتفاق الثلاثي وتسمى القوى المركزية بالتحالف الثلاثي.
الكثير من الحروب في الحرب العالمية الأولى أخذت مكانا مقابل الواجهة الغربية داخل شبكة من الخنادق المحصنة تحصين من البحر الشمالي إلى حدود سويسرا في الواجهة الشرقية ؛ المنطقة الشرقية منبسطة وواسعة جداً، وشبكة من الحواجز المحصورة حصنت خندق الحرب من الوقوع في أزمة بسبب التوسعة بالرغم من أن مدى الحرب كان كبير جدًا ..حدث أيضًا قتال تحت البحر وأيضا ولأول مرة في الهواء، وأكثر من تسعة ملاين جندي ماتوا في ساحات القتال، وبالقرب من مقدمة الأوطان المشتركة هنالك العديد ممن كانوا تحت المعاناة بسبب نقص بالطعام، وارتبطت الإبادة الاجتماعية بغطاء من مختلف الحروب الأهلية والنزاعات الداخلية، خصوصًا في نهاية الحرب مع أن أكثر الناس ماتوا من الانتشار العالمي لمرض الإنفلونزا أكثر من الموت في الحروب، فقد ظهرت الحالات المرضية من الحرب والازدحام الشديد في مباني إيواء وقد كانت الدعاية للحرب متزامنة مع التحذيرات الصحية للشعب والجنود، وهجرة العديد من الجنود إلى أنحاء العالم وبهذا ساعدت على انتشار الوباء.
حدث تغير جذري لنظام العالم القديم في نهاية الحرب العالمية الأولى والذي ظهر بعد الحروب النابليونية (Napoleonic Wars) والذي كان معدل من قبل الثورة القومية في وسط القرن التاسع عشر؛ النتيجة للحرب العالمية الأولى كانت ستكون عامل مهم في إعداد الحرب العالمية الثانية بعد حوالي عشرين عامًا .
كان تقسيم الإمبراطورية العثمانية في وقت قريب من ذلك حدثًا سياسيًا حرر مجددًا الحدود السياسية في الشرق الأوسط ؛ وفيما مضى كان هناك تجمع عظيم من الأقاليم والشعب وكان تابعا لسلطان الإمبراطورية العثمانية وقد أعيد تقسيمه إلى عدة دول جديدة.
كان ذلك التقسيم هوالمؤسس للعالم العربي الحديث والجمهورية التركية، فقد منحت عصبة الأمم فرنسا تفويضًا على سوريا ولبنان ومنحت المملكة المتحدة تفويضًا على العراق وفلسطين (والتي كانت مقسمة إلى منطقتين : فلسطين وما وراء الأردن)؛ وأجزاء من الإمبراطورية العثمانية في شبه الجزيرة العربية أصبحت أجزاء بما تعرف اليوم بالمملكة العربية السعودية واليمن .

#### الثورات والحروب

العلم الوطني للاتحاد السوفياتي.

كانت الثورة الروسية عبارة عن سلسلة من الثورات في روسيا في 1917م، وقد قضت تلك الثورات على الاستبداد القيصري وظهور الاتحاد السوفييتي. تأسست الحكومة الروسية المؤقتة بعد تنازل الرئيس الروسي نيكولاس الثاني (Nicholas II of Russia). حدثت الثورة البلشفية الحمراء (ثورة أكتوبر) أو ما يسمى بالحرس الأحمر في أكتوبر من العام نفسه، وكانت عبارة عن جماعات مسلحة من العمال والجنود الفارَّين وجهوا من قبل الحزب البلشفي. سيطرت الجماعات في البداية على سانت بيترسبرج (Saint Petersburg) أو ما عرف لاحقا بـ بتروغراد (Petrograd) ثم بدأ بالسيطرة الفورية على المدن والقرى في ما عرف بالإمبراطورية الروسية.
تم في عام 1917م أيضًا توقيع مذكرة هدنة بين روسيا والقوى المركزية في مدينة برست (Brest-Litovsk) بروسيا البيضاء. كان من شروط المعاهدة اعتراف القوى المركزية بأجزاء كبيرة مما عرفت بإمبراطورية روسيا إلى ألمانيا الإمبريالية والإمبراطورية العثمانية، مما أدى إلى إغضاب الإمبرياليين والمحافظين. عقد البلاشفة صلحا مع الإمبراطورية الألمانية والقوى المركزية، بعد أن وعدوا الشعب الروسي قبيل الثورة. كان قرار فالديمير لينين (Vladimir Lenin) يعزى إلى رعايته من قبل مكتب وزارة خارجية ويلهيلم الثاني (Wilhelm II) الإمبراطور الألماني. فعرض رسالة تأمل بأن مع الثورة ستنسحب روسيا من الحرب العالمية الأولى، وأدى ذلك إلى تعزيز الشكوك من قبل راعي وزارة الخارجية الألمانية بعد عودة لينين إلى بتروغراد. وقد أعرب الحلفاء الغربيون عن سخطهم من البلاشفة بعدـ:
1. انسحاب روسيا من الحرب.
2. القلق من حلف روسي-ألماني.
3. الدافع من تفي البلاشفة من التهديدات التي أعلنتها بإخلاء مسؤوليتهم، وذلك يتضمن القروض الخارجية الهائلة من قبل الإمبريالية الروسية.[76]

كان هناك إضافة إلى ذلك قلق مشترك حتى من قبل العديد من القوى المركزية من انتشار الأفكار الثورية للشيوعيين في الغرب. وقامت لذلك العديد من الدول بإظهار دعمها للبيض، وتوفير القوات والإمدادات. وصرح وينتسون تشرشل – رئيس الوزراء البريطاني آنذاك – بأن البلشفية يجب أن «تخنق في مهدها» كانت الحرب الأهلية الروسية ذات تعددية حزبية وقد حدثت داخل الإمبراطورية الروسية بعد انهيار الحكومة الروسية المؤقتة والسوفييت وهيمنة الحزب البلشفي على القوى في الدولة. بداية في بتروغراد (Petrograd (St. Petersburg)) ثم بقية المناطق. بعد اندلاع ثورة أكتوبر تم تسريح الجيش الروسي الإمبريالي؛ وكان المتطوعين في الحرس الأحمر القوة الرئيسة في الجيش البلشفي، إضافة إلى عناصر مسلحة من تشيكا (Cheka) وهو جهاز أمن الدولة البلشفية. كان هناك تجنيد إجباري للمزارعين الروسيين في الجيش الأحمر. وقد تم التغلب على معارضتهم بالتجنيد والانضمام للجيش الأحمر بأخذ بعضهم كرهائن وإطلاق النار عليهم عند الضرورة لفرض الطاعة والامتثال. وقد استخدم ضباط الإمبراطورية السابقين كـ «خبراء عسكريين» (voenspetsy), وكانت تؤخذ عائلاتهم في بعض الأحيان من أجل ضمان الولاء والامتثال للسلطة.، كان ثلاثة أرباع الضباط في الجيش الأحمر عند بداية الحرب ضباطًا سابقين في الجيش الإمبراطوري. ، وعند نهايتها كان 83 % من قادة الجيش الأحمر والفيالق جنودًا سابقين في الإمبراطورية الروسية.
كان القتال الرئيس في الحرب بين الجيش الأحمر البلشفي وقوات الجيش الأبيض. وقد حاربت جيوش خارجية كثيرة ضد الجيش الأحمر، لاسيما قوات التحالف، وقد حارب العديد من الأجانب المتطوعين في الجهتين في الحرب الأهلية الروسية. وكذلك شاركت جماعات سياسية إقليمية في الحرب، إضافة إلى الجيش الأخضر الوطني الأوكراني، والجيش الأسود الأوكراني الغير منظم والحرس الأسود. إضافة إلى أمراء الحرب كـإنجرن فون ستيرنبيرغ (Ungern von Sternberg). جرت أغلب المعارك الشديدة في الفترة ما بين 1918م و1920م. وانتهت العمليات العسكرية الكبرى في 25 من أكتوبر 1922م عندما احتل الجيش الأحمر فلاديفوستوك (Vladivostok) التي كانت تحت قيادة الحكومة المؤقتة التمهيدية. وأخيرا تمت محاصرة الجيش الأبيض في مقاطعة أيانو-ميسكاي (Ayano-Maysky) على سواحل المحيط الهادي. انتهت أغلب المعارك في 1920م بعد هزيمة الجنرال بيوتر رانجل (Pyotr Wrangel) في شبه جزيرة القرم التابعة لأوكرانيا. ولكن كانت هناك مقاومة ملحوظة في بعض المناطق حتى 1923م (على سبيل المثال: انتفاضة كرونستادت Kronstadt Uprising، وتمرد تامبوف Tambov Rebellion، وثورة باسماشي Basmachi Revolt، وفي النهاية كانت هناك مقاومة الحركة البيضاء في أقصى الشرق).
أعلنت الصين حربها على ألمانيا في عام 1917م أملا في استرداد مناطقها المسلوبة، وبدأت الحركة الثقافي ة في الاحتلال في المرحلة مابين 1917م و1923م بعد ذلك تحت سيطرة اليابانيين . فرفض الممثلون الصينيون توقيع معاهدة فارساي وكان ذلك بسبب ضغط الطلاب المتظاهرين والرأي العام. ساعدت حركة الرابع من مايو على إعادة إشعال الثورة الجمهورية بعد تلاشيها. أصبح سان-تات-سين القائد الأعلى للحكومة العسكرية المنافسة في قوانغتشو بالاشتراك مع قادة الحرب الجنوبيين في 1917م. حاول سان الحصول على المساعدة من الديمقراطيات الغربية وتم تجاهله، عاد إلى الاتحاد السوفيتي مع ذلك في عام 1920م، والذي قد حصل للتو على ثورته الخاصة. ناصر السوفييت الصيينين الثوريين بعرض هجمات لاذعة على الإمبريالية الغربية. ولكن لمصالح سياسية بدأت الحكومة السوفييتية سياسة الدعم المزدوج لكل من سان والحزب الشيوعي الصيني الذي كان حديث التأسيس آنذاك.

علم حزب الكومينتانغ.

وكانت هناك وصاية عمل مع الكومينتانغ وشيانج كاي شيك من قبل الهولندي الشيوعي هينك شيفليت (Henk Sneevliet) والذي اختير في 1923م لأن يصبح ممثلًا للشيوعية الدولية (الكومنترن) في الصين بسبب خبرته الثورية في مستعمرة الهند الشرقية الهولندية ؛ حيث كان له دور كبير في إيجاد الحزب الشيوعي الإندونيسي (Partai Komunis Indonesia (PKI)) والذي كان يعتقد أن الحزب الشيوعي الصيني مازال صغيرًا وضعيفًا لبذل جهد كبير بنفسه.
أدى تنافس الكومنتانغ والحزب الشيوعي الصيني في بدايات 1917م إلى انقسام في صفوف الثورة، فقرر الحزب الشيوعي والجناح الأيسر لحزب الكومنتانغ نقل مقر الحكومة الوطنية من قوانغتشو إلى ووهان. ولكنشيانج كاي شيك، والذي أثبت نجاح حملته الشمالية، وقد أمر قوته بتدمير الحزب الشيوعي في شانقهاي وتأسيس حزب مناهض للشيوعية في نانجينق فيما عرف بمجزرة شانقهاي في نيسان/أبريل عام 1927م.

#### فترة العشرينات والكساد

أوروبا ما بين 1929م و1938م.

الفترة ما بين الحروب هي الفترة ما بين نهاية الحرب العالمية الأولى وبداية الحرب العالمية الثانية. هذه الفترة كانت مليئة بالاضطرابات في أنحاء عدة من العالم، ككفاح أوروبا للتعافي من الدمار الذي حل بعد الحرب العالمية الأولى .
في أمريكا الشمالية وخاصة في النصف الأول من هذه الفترة، شهد الناس ازدهارًا ملحوظًا في العشرينات الصاخبة. بدأت الاضطرابات الاجتماعية والمجتمعية والمعروفة بصخب العشرينات من أمريكا الشمالية وانتشرت إلى أوروبا أعقاب الحرب العالمية الأولى.
العشرينات الصاخبة والتي يطلق عليها غالبا (عصر الجاز) شهدت نشاطًا اجتماعيًا وفنيًا وثقافيًا . عادت الحياة الطبيعية للسياسة وازدهرت موسيقى الجاز، وإعادة تعريف المرأة، وأزدهر آرت ديكو Art Deco (موجة تصميم شعبية). اتسمت روح العشرينات الهادرة بإحساس عُدّ استمرار لفكر الحداثة، وانقطاع عن التقاليد. وبدا كل شي ممكنًا مع التقنية الحديثة.
نشرت التقنية الحديثة وخاصة السيارات، والأفلام والراديو «الحداثة» إلى عدد أكبر من السكان. وشهدت العشرينات تفضيل العامة للتطبيق العملي في العمارة وكذلك في الحياة العادية. وتميزت العشرينات كذلك بالعديد من الاختراعات والاكتشافات، والنمو الضخم في الصناعة وزيادة في الاستهلاك والتطلعات وتغير ملحوظ في نمط الحياة.
قضت أوروبا السنوات في إعادة البناء والتصالح مع التكلفة البشرية الهائلة للصراع. وتزايد تداخل الاقتصاد الأمريكي مع الاقتصاد في أوروبا. شهدت جمهورية فايمر (Weimar Republic) بألمانيا حلقات من الاضطراب السياسي والاقتصادي، والتي بلغت ذروتها مع التضخم الألماني في عام 1923م وفشل معاهدة بير هولBeer Hall Putsch في نفس السنة. عندما لم تتمكن ألمانيا من تحمل نفقات الحرب، فإن وول ستريت استثمرت بكثافة في الديون الأوروبية وذلك لتحافظ على استمرارية الاقتصاد الأوروبي كمستهلك ضخم لما تنتجه أمريكا. في منتصف العقد ازدهرت التنمية الاقتصادية في أوروبا وظهرت العشرينات الصاخبة في ألمانياو بريطانيا وفرنسا، وعرف النصف الثاني من العقد بالعشرينات الذهبية. وأطلق عليها في كل من فرنسا وفرانكفون كندا بـالسنوات المجنونة.
تغير هذا الرخاء العالمي مع بداية الكساد الكبير في عام 1929م. وأكد انهيار وول ستريت عام 1929م انتهاء الحقبة السابقة، ومجيء الكساد الكبير. وكان هذا الكساد عالميا حيث بدأ في أماكن عدة في 1929م وانتهى في أوقات مختلفة في الثلاثينات وأوائل الأربعينات في دول عدة. كان هذا الكساد الاقتصادي الأضخم والأهم في القرن العشرين واستخدم في القرن الواحد وعشرين كمثال لكيفية انخفاض الاقتصاد في العالم.
أثر هذا الكساد بشكل مدمر ومختلف في كل دولة سواء أكانت فقيرة أم غنية. وانخفضت التجارة العالمية بمقدار النصف أو الثلثين ومثله كذلك في دخل الفرد وعائدات الضرائب إضافة للأسعار والفوائد. تأثرت كل المدن حول العالم بشكل قاسي وبخاصة تلك الدول المعتمدة على الصناعات الثقيلة. وتأثر البناء في عدة دول، وتأثرت كذلك المناطق الزراعية والريفية حيث أن أسعار المحاصيل انخفضت بحوالي 60 %
تراجع الطلب مع انخفاض الوظائف، وعانت المناطق المعتمدة على صناعات القطاع الأولي أكثر من غيرها. وانتهى الكساد الكبير في أزمان مختلفة في بلدان مختلفة مع امتداد تأثيره حتى الحقبة المقبلة.
كساد أمريكا الكبير انتهى في عام 1941 بانضمام أمريكا للحرب العالمية الثانية. خصصت بلدان عديدة برامج إغاثة ودخل أغلبها في ثورة سياسية، مما دفعها إما لليمين أو لليسار. في بعض مناطق العالم انضم المواطنون اليائسون لما يعرف بالوطنية الديماغوجية nationalist demagogues - وأشهرهم هو أدولف هتلر - ممهدًا الطريق لحقبة أخرى من الحرب. أدى التشنج الناجم من الكساد العالمي إلى ظهور النازية. وفي آسيا تعاظمت قوتي اليابان والصين .

#### Nanjing period فترة التانجينغ

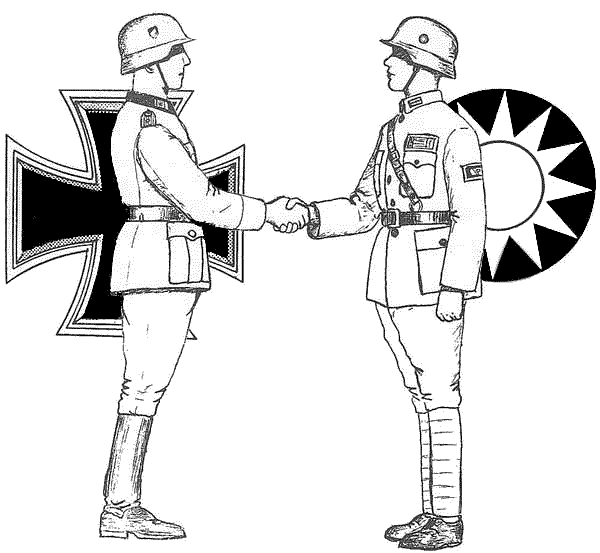
تحسنت الصناعة الصينية والعسكرية بمساعدة من ألمانيا قبيل الحرب ضد اليابان.

كان «عقد النانجينج» من سنة 1928م-1937م واحدًا من أهم عقود التوحد والإنجاز تحت قيادة القوميين، ورغم بعض الأمور المتناقضة إلا أن هناك سجل إيجابي بشكل عام في الاقتصاد والتقدم، وتطور الديمقراطية، والإبداع الثقافي. ورغم قسوة بعض المبادئ من تنازلات ومميزات للأجانب في الصين إلا أن الأمور هدأت من خلال الدبلوماسية.

#### الاتحاد والأزمات
تميزت (فترة ما بين الحربين العالميتين)بتغيّر جذري في النظام الدولي، فبعيدًا عن موازيين القوى التي تحكمت في فترة ما قبل الحرب العالمية الأولى في أوروبا، فإن فكرة المؤسسة الرئيسة الواحدة ظهرت لجلب السلام بين الأمم بعد ما خلفته الحرب العالمية الأولى من دمار، ولهذا فإن المؤسسة تهدف لإبقاء الأمن والسلام العالميين، وتشجع النمو الاقتصادي بين الدول الأعضاء. وهذا الاتحاد بين الدول ضعف بعد خلاف ألمانيا النازية وإمبراطورية اليابان، والاتحاد السوفيتي، وإيطاليا موسوليني، وبعدم اشتراك الولايات المتحدة الأمريكية، مما جعل الكثير يتساءل عن فعالية وتأثير هذا الاتحاد وشرعيته.
أضعفت سلسلة من الأزمات الدولية الاتحاد وقلصت من حدود سلطته، أولى الأزمات (Manchuria) كان احتلال منطقة منشوريا من قبل اليابان، والأزمة الحبشية عام 1935م-1936م حيث غزت إيطاليا الحبشة، وهي إحدى الدول الأفريقية الحرة في ذلك الوقت. وحاول الاتحاد فرض عقوبات اقتصادية على إيطاليا ولكن دون أي جدوى، وأوضحت هذه الحادثة ضعف فرنسا وبريطانيا التي ترددت في عزل إيطاليا، وخسارتها كحليف. واكتفت دول محدودة من دول اتحاد غرب أوروبا بعزل إيطاليا مما جعل موسوليني يفكر بالتحالف مع ألمانيا هتلر بأي طريقة. وقد لاحظ هتلر بعد الحرب الحبشية مدى ضعف هذا الاتحاد وتشجع على إعادة عسكرة راينلاند في تجاهل كامل لاتفاقية فرساي، وكانت هذه أولى سلسلة الأعمال الاستفزازية التي انتهت باحتلال بولندا في سبتمبر 1939م وبداية الحرب العالمية الثانية.
وكانت لدى قلة من الصينيين أوهامًا وشكوكًا حول تصميم اليابان على احتلال الأراضي الصينية فاليابانيون متعطشون للمواد الأولية بسبب تزايد عدد سكانها المستمر، وقد بدأت اليابان فعليًا بالاستيلاء على منطقة مانشوريا في سبتمبر عام 1932م، واستخدم اليابانيون الإمبراطور الصيني السابق بوئي (Puyi) كدمية بأيديهم، وولوّه على منطقة منشوريا سنة 1932م. وخلال الحرب الصينية-اليابانية عام 1937م-1945م تأثرت الصين كثيرًا بخسارتها لمنطقة منشوريا لإمكانياتها الهائلة في التنمية الصناعية والحربية، فكانت ضربة قاسية لاقتصاد الوطنيين وهو الحزب الحاكم للصين وقتها. أما منظمة عصبة الأمم والتي تأسست مع نهاية الحرب العالمية الأولى، كانت غير قادرة على الوقوف في وجه اليابانيين، وتكررت النزاعات بين حزبي الوطنيين والشيوعيين بعد عام 1940م، في المناطق التي لم تحتلها اليابان. وقد وسع الشيوعيون تأثيرهم في الصين في الوقت الذي تسنح لهم الفرصة بذلك من خلال المنظمات الجماهيرية، والإصلاحات الإدارية، وتحسين مستوى الضرائب للفلاحين الذين يمتلكون الأراضي، بينما اكتفى حزب الوطنيين بمحاولة إبطال انتشار التأثير الشيوعي.

#### الحلف الثلاثي
تسببت الحرب الصينية-اليابانية بازدياد التوترات بين إمبراطورية اليابان والولايات المتحدة الأمريكية، والأحداث مثل : حادثة باناي، ومذبحة نانجنغ، تسببت بتحول الرأي العام الأمريكي ضد اليابانيين. وباحتلال اليابان لمستعمرة فرنسا (الهند-الصينية) عام 1940م-1941م، وبسبب الحرب المستمرة في الصين فرضت الولايات المتحدة الأمريكية حظرًا على اليابان للمواد الإستراتيجية مثل النفط والخردة، واللتان احتاجت لهما اليابان بشكل حيوي مع قوة الحرب. واليابان كان لديهم خياران إما التراجع عن الصين وفقدها أو الاستمرار في فكرة الاستيلاء عليها مع توفير مصادر جديدة للمواد الأولية عبر المستعمرات الغنية في جنوب شرق آسيا الواقعة تحت سيطرة الأوروبيين، وبالأخص ماليزيا البريطانية وشرق الهند الهولندية (التي تسمى باندونيسيا في العصر الحديث). وقعت إمبراطورية اليابان أخيرًاالتحالف الثلاثي مع ألمانيا النازية وإيطاليا الفاشية في عام 1940م.

#### الحرب العالمية الثانية

العلم الوطني للرايخ الثالث (ألمانيا النازية).

حامل الراية للبحرية اليابانية الامبراطوري.

كانت الحرب العالمية الثانية صراعاً عسكريًا ودوليًا وقع خلال الفترة ما بين 1939م و1945م، كانت أكبر الحروب وأكثرها دموية في التاريخ المسجل. وبلغت ذروتها بالمحرقة اليهودية (الهولوكوست) وانتهت بسقوط القنبلة الذرية بالرغم من أن اليابان كانت تحارب في الصين منذ عام 1938م، كانت وجهة النظر التقليدية في أن الحرب بدأت في الأول من سبتمبر/أيلول 1939م، عندما احتلت ألمانيا النازية بولندا، أو ما يسمى بالدرانغ ناخ أوستن (Drang nach Osten) والتي تعني بالألمانية (توغل إلى الشرق). كانت المملكة المتحدة وفرنسا في خلال يومين قد أعلنتا الحرب على ألمانيا. لكن مع أن المعارك كانت دفاعًا عن بولندا فقط وفقًا لما عرف لاحقًا بالسرية لمنع العنف معاهدة مولوتوف-ريبينتروبMolotov-Ribbentrop . التحق الاتحاد السوفييتي بألمانيا في 17 من سبتمبر/أيلول 1939م وذلك من أجل قهر بولندا وتقسيم أوروبا الشرقية.
كانت قوات التحالف مكونة في البداية من بولندا والمملكة المتحدة وفرنسا وأستراليا وكندا ونيوزلندا وجنوب أفريقيا بما فيها الدول التابعة لبريطانيا والتي كانت تحت سلطة المملكة المتحدة، كالهند البريطانية، فكل هذه الدول قد أعلنوا الحرب على ألمانيا في سبتمبر أيلول 1939م بعد الهدنة والتي عرفت بـ«الحرب المزيفة»، احتلت ألمانيا أوروبا الغربية وذلك في مايو/أيار عام 1940م. بعد مضي ستة أسابيع فإن فرنسا والتي كانت مهاجمة من قبل إيطاليا في نفس الوقت استسلمت لألمانيا التي فشلت لاحقًا في احتلال بريطانيا. في السابع والعشرين من سبتمبر/أيلول وقعت ألمانيا وإيطاليا واليابان اتفاق دفاع مشترك، والتي سميت بالاتفاقية الثلاثية، وقد كانت هذه الدول تسمى بدول المحور.
أعلنت ألمانيا بعد تسعة شهور في الثاني والعشرين من يونيو/حزيران عام 1941م احتلالًا ضخمًا على الاتحاد السوفييتي، والذي انضم فورا للحلفاء وأصبحت ألمانيا تشارك في حرب ضد جبهتين، ضد أوروبا ودول التحالف من جانب والاتحاد السوفيتي من جانب آخر. وكان ذلك خطأ فادحًا من ألمانيا كما ثبت لاحقًا. لم تكن ألمانيا موفقة في تحمل احتلال بريطانيا والحرب فانقلبت عكس المحور.
هاجمت اليابان في السابع من ديسمبر/كانون الأول عام 1941م الولايات المتحدة في حادثة بيرل هاربر والتي كانت بمثابة الفخ لزج الولايات المتحدة في الحرب. وقد تم ذلك وأعلنت الولايات المتحدة حربها ضد اليابان، وأعلن حلفاء الاتفاق الثلاثي حربهم ضد الولايات المتحدة، وانضمت الصين لاحقًا للتحالف كما فعلت في النهاية معظم دول العالم. كانت الصين في ذلك الوقت بحالة اضطراب وهاجمت القوات اليابانية من خلال حرب العصابات. كان تقسيم المقاتلين مع بداية عام 1942 كالتالي: رابطة الدول البريطانية (الكومنويلث البريطاني) والولايات المتحدة والاتحاد السوفييتي كانوا يقاتلون ضد ألمانيا وإيطاليا؛ الكومنويلث البريطاني والصين والولايات المتحدة يقاتلون ضد اليابان). دارت معارك ضارية في جميع أوروبا، وشمال المحيط الأطلسي، عبر شمال أفريقا، وجنوب شرقي آسيا، وفي الصين مرورًا في المحيط الهادي وأجواء اليابان. ومنذ ذلك الوقت حتى أغسطس/آب عام 1945م،
استسلمت إيطالياعام 1943م وانقسمت إلى قسم شمالي محتل من قبل ألمانيا - حكومة دمية – وولاية الحلفاء السلمية في الجنوب؛ واستسلمت ألمانيا في مايو/أيار 1945م. استسلمت اليابان وكان ذلك نهاية الحرب في الثاني من سبتمبر/أيلول عام 1945م م بعد انفجار القنابل الذرية في هيروشيما وناجازاكي.
كان من المحتمل أن عدد الذي قضوا حتفهم في الحرب اثنين وستين مليون شخص وربما يكون أكثر. كان هناك حوالي 60% من القتلى مدنيين، والذين ماتوا كنتيجة للأمراض والمجاعات، والإبادات الجماعية (خصوصا ً في الهولوكوست)، والغارات الجوية. كانت أغلب ضحايا الحرب من الاتحاد السوفييتي السابق والصين. فقدر عدد الضحايا في الاتحاد السوفييتي بحوالي 23 مليون، وقتل في الصين حوالي 10 ملايين. ولكن لم تخسر دولة من نسبة سكانها كما خسرت بولندا 5.6 أو ما يقارب 16% من نسبة سكانها والذي قدر قبيل الحرب بـ34.8 مليون.
كان الهولوكوست (والذي يعني تقريباً «الاحتراق الكلي») جريمة القتل المتعمد والمنهجي الذي طال ملايين اليهود و«غير المرغوب بهم» خلال الحرب العالمية الثانية بواسطة النظام النازي في ألمانيا. كان هناك العديد من وجهات النظر المختلفة حول إذا ما كان الهولوكوست قد حدث من بداية الحرب أو إذا ما كانت الخطة قد بدأت بعد ذلك. على كل حال كان هناك اضطهاد عام لليهود حتى قبل بداية الحرب مثل الكريستال ناخت أو ليلة البلور، واستخدم النازيون ذلك كدعاية لتأجيج مشاعر العداء للسامية لدى الألمان البسطاء..
قسمت أوروبا بشكل غير رسمي بعد الحرب العالمية الثانية إلى قسم غربي وسوفييتي. سميت أوروبا الغربية لاحقًا بحلف شمال الأطلسي (الناتو)و أوروبا الشرقية بحلف وارسو. كان هناك تحول كبير في القوى من أوروبا الغربية والإمبراطورية البريطانية إلى القوتين الأعظم في العالم الولايات المتحدة والاتحاد السوفييتي. وكانت بين هذين الخصمين مواجهة شديدة بعد ذلك في ما عرف بالحرب الباردة. أدّت خسارة اليابان في آسياإلى الديمقراطية في البلاد. واستمرت الحرب الأهلية الصينية حتى بعد نهاية الحرب. وبدأت الدول المستمرة من قبل الدول الأوربية في نيل استقلالها.

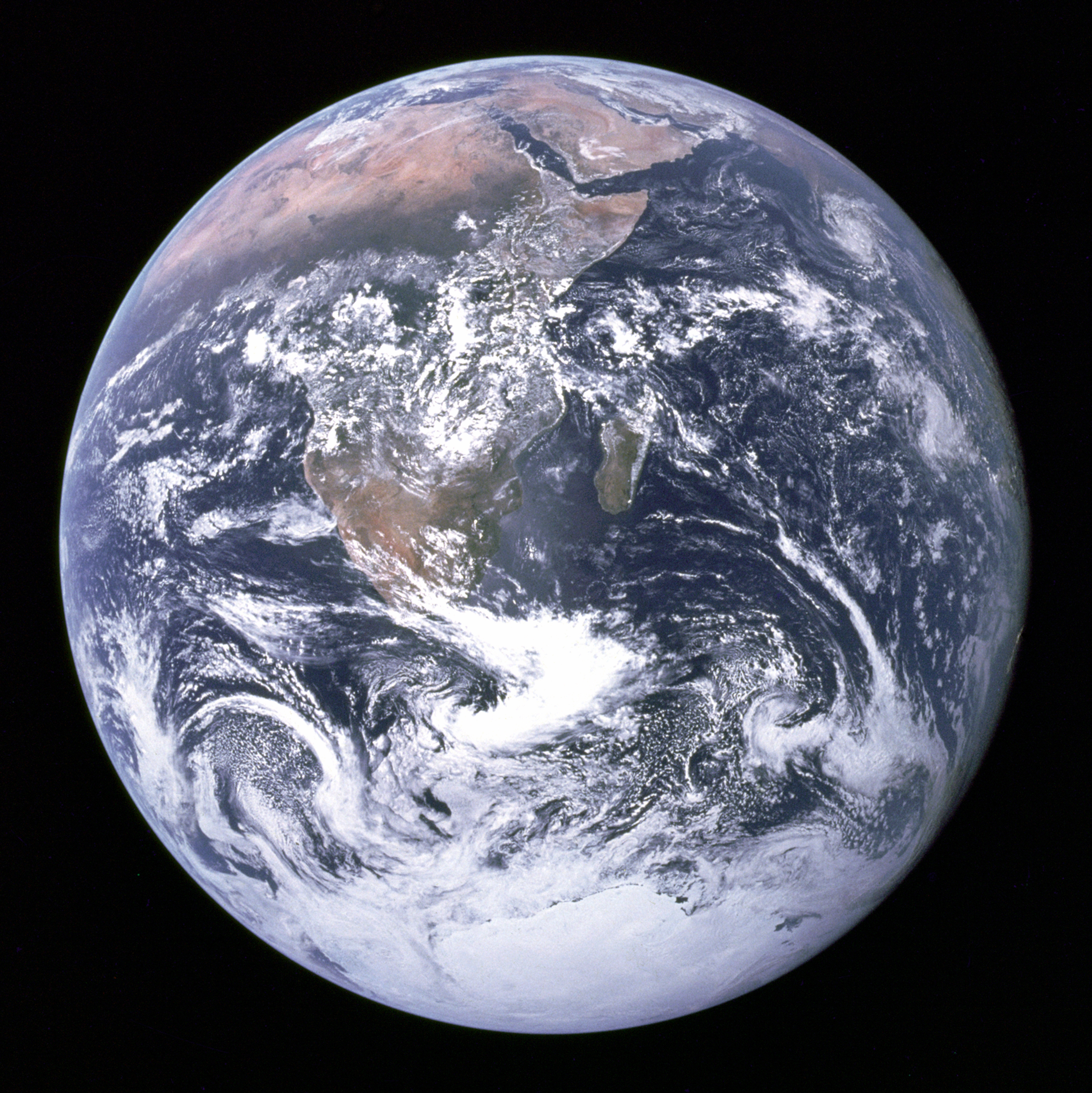
شهدت الأرض من أبولو 17. شهد النصف الثاني من القرن 20th زيادة الاهتمام في استكشاف الفضاء على حد سواء والحركة البيئية.

امتاز منتصف القرن العشرين ما بعد العام الخامس والأربعون بعد التسعمائة والألف للميلاد بأن التغيرات به بشكل مباشر أو غير مباشر كانت في معظمها اقتصادية وتكنولوجية. وكان التطور الاقتصادي هو القوة خلف العديد من التغيرات التي تشهدها الحياة اليومية بشكل لم يسبق التنبؤ به في تاريخ الإنسان. وكان النمو الفردي خلال القرن العشرين الميلادي، من مجمل الناتج المحلي محددًا بواحد من خمس عوامل وهو  أكبر بكثير من كل القرون السابقة مجتمعة (وشاملة للقرن التاسع عشر بثورته الصناعية).
وقد فسر العديد من الاقتصاديين هذه الحالة بأنها نوع من التقليل في حجم النمو، حيث أن العديد من السلع والمنتجات التي تم استهلاكها في نهاية القرن العشرين (مثل تطور الطب «والتي أمدت من أعمار البشر بعقد أو عقدين» وتقنية الاتصالات) لم تكن بسعر محدد في البداية. وبأية حال فقد نمت الفجوة بين العالم الثري والعالم الفقير بشكل أكبر، والغالبية من السكان بقيت في الجزء الفقير من هذه المعادلة. واستمرارية تطور الطب والتقنية كان لها أثرها الكبير في الجزء الجنوبي من الأرض .
مكنت الصناعات الضخمة في منتصف القرن، والإعلام الموجه، الحكومات، من ممارسة الدكتاتورية بوحشية، وعلى وجه غير متوقع مما أدى إلى حروب غير متوقعة أيضاً.
على أية حال فإن زيادة الاتصالات ساهمت في إحلال الديمقراطية. والتطور التقني تتضمن : تطوير الطائرات، واستكشاف الفضاء، والتقنية النووية، والتطور في علم الجينات وبزوغ عصر المعلومات .

#### السلام الأمريكي

العلم الوطني للولايات المتحدة.

يطلق مصطلح السلام الأمريكي على المفهوم التاريخ للسلام الليبرالي في دول الغرب، والناجمة عن قوة الولايات المتحدة الأمريكي في بدايات القرن العشرين، على الرغم من أن المصطلح وجد بشكل أولي في النصف الأخير من القرن العشرين الميلادي، إلا أنه استخدم في مواضع وحقب متعددة. تتعلق دلالاته الحديثة بالسلام المؤسس بعد نهاية الحرب العالمية الثانية في العام الخامس والأربعون بعد التسعمائة والألف للميلاد.

#### حقبة الحرب الباردة

حدود منظمة حلف شمال الأطلسي (الأزرق) وحلف وارسو (أحمر) الدول خلال فترة الحرب الباردة.

بدأت الحرب الباردة في منتصف الأربعينات واستمرت حتى بداية التسعينات، وخلال هذه الحقبة كان الصراع واضحًا من خلال التحالفات العسكرية، والتجسس، وتطوير الأسلحة، والاجتياحات، والدعايات، والتنافس في التطور التكنولوجي. وشمل الصراع نفقات الدفاع والسباق للتسلح التقليدي والنووي والعديد من الحروب الموازية، ولم تتحارب القوتان العظمى بشكل مباشر فيما بينهما.
أنشأ الاتحاد السوفيتي التكتل الشرقي من الدول التي احتلها، وضم بعضها كالجمهورية الاشتراكية السوفيتية والاحتفاظ ببعضها كتوابع، والتي كونت في وقت لاحق حلف وارسو. بدأت كل من الولايات المتحدة وعدد من دول أوروبا الغربية سياسة «الحد من الشيوعية» وكونت عدة تحالفات لهذا السبب ومن بينها حزب الناتو. وكثفت عدة من هذه الدول الغربية جهودها لبناء أوروبا الغربية، ومن ضمنها ألمانيا الغربية - والتي كانت معارضة للسوفيت وموالية لأمريكا - في مناطق أخرى من العالم كأمريكا اللاتينية وجنوب آسيا فإن الاتحاد السوفييتي عزز من الحركات الثورية الشيوعية، والتي كانت تعارضها الولايات المتحدة والعديد من حلفائها، وحاولت دحرها في بعض الأحيان. وقد تشكلت بعض الدول مع بعضها لتكون فيما بعد إما حلف الناتو أو حلف وارسو، وظهرت كذلك حركات أخرى .
|  |  |

شهدت الحرب الباردة فترات من الهدوء النسبي وأخرى من التوتر العالي. نشأت الأزمات العالمية مثل حصار برلين (Berlin Blockade (1948م–1949م),)، الحرب الكورية (Korean War (1950–1953))، أزمة برلين لعام 1961م (Berlin Crisis of 1961,)، حرب فييتنام (1959م - 1975م)، أزمة الصواريخ الكوبية (1962م)، الحرب السوفيتية على أفغانستان (1979م- 1989م) وحركة الناتو في نوفمبر (1983م)
وكانت هناك فترات من انخفاض حدة توتر الأوضاع، حيث يسعى كلا الجانبين لتخفيفها. تم ردع العديد من الهجمات العسكرية المباشرة، والتي كان احتمال استخدامها للأسلحة النووية عالٍ. في حقبة الحرب الباردة غير كل من انتشار الكمبيوتر وجيل الحب المجتمع بأشكال مختلفة ومعقدة .اقتربت الحرب الباردة من نهايتها في أواخر الثمانينات وبدايات التسعينات. وقد زادت الولايات المتحدة الأمريكية تحت رئاسة رونالد ريغان (Ronald Reagan) من الضغوط الدبلوماسية، والسياسية، والاقتصادية على الاتحاد السوفيتي والذي كان يُعاني من ركود اقتصادي حاد. في منتصف الثمانينات، وضع الرئيس السوفيتي ميخائيل غورباتشوف (Mikhail Gorbachev) إصلاحات «إعادة البناء» (perestroika)، وإصلاحات «الشفافية» (glasnost) وقد انهار الاتحاد السوفيتي في عام 1991م، تاركًا الولايات المتحدة الأمريكية كقوة عالمية مسيطرة عسكريًا، ومع هذا فقد احتفظت روسيا بمعظم ترسانة السوفيت النووية الهائلة.

#### الاستقطاب الأمريكي اللاتيني
اكتسب الحزب اليساري في أمريكا اللاتينية في السبعينات تأثيرًا سياسيًا هامًا، دفع بسلطات الكنيسة والحزب اليميني وجزء كبير من الطبقة الراقية لدعم انقلاب ضد ما أسموه بـ«التهديد الشيوعي». وقد أثيرت هذه الأمور بشكل أكبر مع التدخل الأمريكي والكوبي مما أدى لاستقطابها سياسيًا. وحُكمت أكثر بلدان أمريكا الجنوبية (في بعض الفترات) من قبل سلطات ديكتاتورية مدعومة من قبل الولايات المتحدة الأمريكية. وتعاونت منطقة المخروط الجنوبي في السبعينات أيضًا (منطقة تتكون من عدة دول في أمريكا الجنوبية) مع منظمة الكندور (Operation Condor) في قتل العديد من اليساريين المنشقين، ومن ضمن تلك العمليات، العمليات الفدائية (الإرهابية). على أية حال في بداية التسعينات فإن جميع بلدان أمريكا الجنوبية عادت لديمقراطيتها.

##### عصر الفضاء

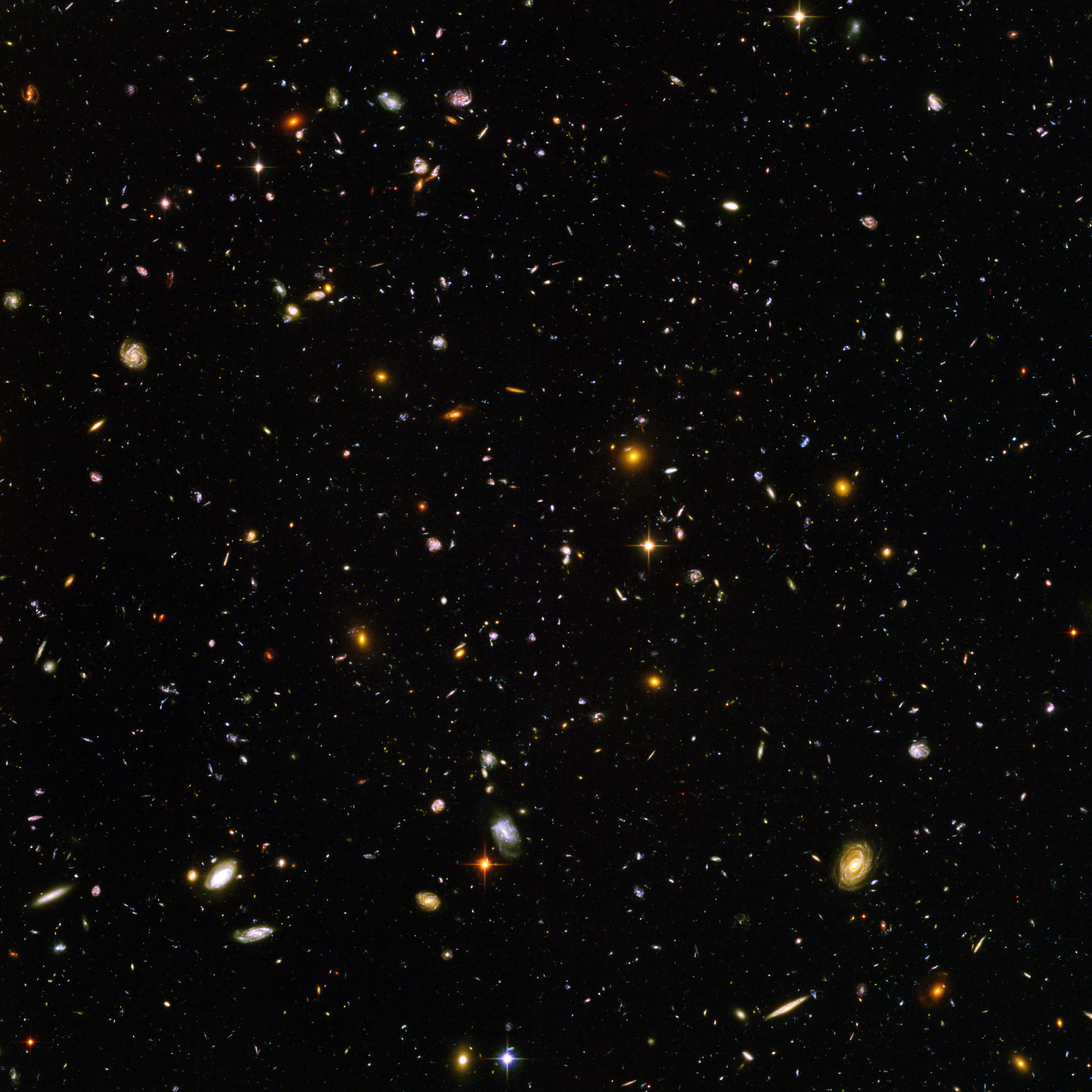
هذه الصورة عالية الدقة للحقل الترا هابل العميق يشمل المجرات من مختلف الأعمار والأحجام والأشكال والألوان. أصغر والمجرات الأكثر حمرة، هي بعض من المجرات الأكثر بعدا قد التقط بواسطة تلسكوب بصري

وهي فترة اشتهر فيها التسابق على الوصول للفضاء، واستكشافه، وتكنولوجياته، والتطورات الثقافية التي تتأثر بتلك الأحداث. وبدأ عصر الفضاء بتطوير عدة تقنيات موجهة لإطلاق القمر الصناعي سبوتنك 1 (Sputnik 1) من قبل الاتحاد السوفيتي. وكان هذا القمر هو القمر الصناعي الأول في العالم، ويدور حول الأرض في 98.1 دقيقة بوزن 83 كيلو غرام. وانطلاق هذا القمر الصناعي دلّ على عصرٍ جديدٍ من الإنجازات السياسية والعلمية والتقنية، الذي أصبح معروفًا فيما بعد بـ«عصر الفضاء». وعصر الفضاء تميّز بالتطور السريع في التقنيات الجديدة، وهذا السباق كان متقاربًا في التنافس بين الولايات المتحدة الأمريكية والاتحاد السوفيتي. وقد وصل عصر الفضاء لقمته ببرنامج أبولو (the Apollo program)، وقد جذب هذا البرنامج انتباه معظم سكان العالم. وإنزال مركبة أبولو 11 على القمر كان حدثًا عالميًا، تابعه خمسمائة مليون شخص حول العالم، ويعرف في أكثر من مكان بأنه أحد اللحظات الحاسمة في القرن العشرين. تركز الاهتمام العالمي على مجالات أخرى مع نهاية سباق الفضاء بسبب انهيار الاتحاد السوفيتي منذ ذلك الحين.

### الحقبة المعاصرة
هناك العديد من التوجهات الاجتماعية-التقنية في الحقبة المعاصرة. ومن بين التحديات والمشاكل التي تواجه العالم الحديث هو تغيير المناخ. وفيما يتعلق بالقرن الواحد والعشرين، وأواخر العالم الحديث، فإنَّ عصر المعلومات وأجهزة الكمبيوتر كانت في طليعة استخدامات هذا القرن، وهو اعتماد ليس كليًا، ولكننا نستخدمها في معظم الحياة اليومية. ومن ناحية سياسية، فإن قوى التطور في العالم الشرقي كانت ملاحظة، وأصبحت أقوى في كل من الصين والهند. وفي المسرح الأوروبي-الأسيوي، فإن الاتحاد الأوروبي، والاتحاد الروسي أصبحتا قوتين كبيرتين حديثًا، كان هناك قلق في العالم الغربي إن لم يكن في العالم ككل، وذلك بسبب بروز العمليات الإرهابية، والحروب، والتي تسببت في أعمال إرهابية معاصرة.

## التاريخ الحديث للتعليم والمدارس
العلوم الإنسانية هي التخصصات والمجالات الأكاديمية التي تدرس الحالة الإنسانية، عبر استخدام طرق التحليل الأولية: النقد، أو التأمل. حيث تتميز عن المنهج التجريبي في العلوم الطبيعية والاجتماعية. ورغم أن العديد من مواضيع التاريخ الحديث ترتبط بتواريخ قياسية، إلا أن الموضوع يُشتهر بتدريسه بشكل مستقل وبأنظمة مختلفة من التعليم العالمي.
التعليم البريطاني يستطيع أي طالب اختيار أي موضوع دراسي يناسبه، وتشمل هذه المواد: تاريخ منتصف القرن الثامن عشر الميلادي، وتحليل الوقت الحاضر. وعمليًا تدرس كل الكليات «التاريخ الحديث» بجانب التاريخ التقليدي، قليل جدًا من يدرس التاريخ التقليدي في الجامعات.التاريخ الحديث في جامعة أكسفورد له معنى مختلف جدًا، والمقارنة ليست بالعصور الوسطى بل بالعصر القديم.أحدث عصر يمكن دراسته في مدرسة الفخر النهائي (the Final Honour School) للتاريخ الحديث هو ما يبدأ من عام 285.